# Таллин
Та́ллин (в Эстонии письменная форма — Та́ллинн, эст. Tallinn [ˈtɑlʲˑinˑ]) — столица Эстонской Республики, городской муниципалитет. Политический, научный, экономический и культурный центр страны. В городе расположены все её центральные государственные учреждения (за исключением Верховного суда) и сосредоточено большинство высших и средних профессиональных учебных заведений. В административных границах города расположены 16 морских портов, а также крупнейший аэропорт страны.
По данным Департамента статистики Эстонии, по состоянию на 1 января 2024 года численность населения Таллина составила 457 572 человека, или 33,3 % всего населения Эстонии; доля мужчин — 46,7 %, женщин — 53,3 %; удельный вес лиц эстонской национальности — 52 %, русских — 30,6 %. По данным Регистра народонаселения, который ведёт Министерство внутренних дел Эстонии, на 1 мая 2025 года в Таллине проживали 461 094 человека

## География
Таллин расположен в Северной Европе, на южном берегу Финского залива, в 80 километрах к югу от Хельсинки. Географически и культурно является частью Северной Эстонии. Самое большое озеро Таллина — Юлемисте (площадь — 9,6 км²). Это главный источник питьевой воды города. Озеро Харку — второе по величине (площадь — 1,6 км²). В отличие от многих больших городов, единственная значительная река в Таллине, Пирита, расположена далеко от центра города (городской район Пирита). Её бассейн находится под охраной ввиду живописности ландшафта.
По территории города проходит часть Балтийско-Ладожского глинта, что отчётливо прослеживается на Тоомпеа и в районе Ласнамяэ.
Наивысшая точка Таллина (64 метра над уровнем моря) находится на юго-западе города — в районе Нымме.
Высота центра города — 12 метров над уровнем моря.
Длина береговой линии — 46 километров. В пределах столицы она образует 3 больших полуострова: Копли, Пальяссааре и Какумяэ; 4 залива: Таллинский, Пальяссааре, Коплиский и Какумяэ.

## Этимология

### История
Согласно имеющимся оценкам лингвистов, название Tallinn(a) в эстонском языке происходит от словосочетания taani linn («датский город»). Название «датский город» отсылает к построенному датскими захватчиками замку на месте крепости эстов после битвы при Линданисе в 1219 году. Была выдвинута и несколько иная версия, согласно которой название столицы Эстонии происходит от Taliuin — так, якобы, читается упомянутый в 1154 году арабским географом аль-Идриси qʟωri (это близко к эстонскому tali-linn, что можно перевести как «зимний город», т. е. крепость, которая использовалась зимой).
Окончание -linn означает то же самое, что и русский «-город/град» или немецкий -burg («крепость», «замок»).
Первое письменное упоминание о Таллине имеется на карте, составленной в 1154 году арабским географом аль-Идриси. На ней он обозначил некий город под наименованием qʟωri — исследователи отождествляют его с наименованием «Колывань» в русских летописях более позднего периода (его первое упоминание относится к 1223 году). Предполагается, что Колывань происходит от древнеэстонского слова kaleva — сильный; название вышло из употребления в XVIII веке.
В «Хронике Ливонии» Генриха Латвийского (1-я половина XIII века), написанной на латыни, было использовано скандинавское название «Линданисе» (дат. Lyndanisse, швед. Lindanäs), происходящее от древнеэстонского Lindanise («мыс парового поля» или «сосок груди Линды» — жены Калева из эстонской мифологии).
Позднее скандинавы и немцы дали городу название «Ре́валь» (швед. Réval, нем. Réval, лат. Reuália, фин. Rääveli, эст. Révala) — от названия исторической земли (мааконда) Ревала. Произошедшее от него русское название Ре́вель стало общераспространённым в XVII веке. 
Примерно в XIII веке стало употребляться и современное эстонское название города — Таллин. Самое первое упоминание современной формы названия города (Tallyn) обнаружено в сохранившейся присяге таллинских эстонцев (в оригинале — негерманцев) на верность Герману фон Брюггеноэ, магистру Ливонского ордена, и датировано 1536 годом.
После присоединения завоёванной в ходе Северной войны территории современной Эстонии к Российской империи город получил официальное название Ревель. В 1719 году также была учреждена Ревельская губерния, центром которой стал Ревель.

### Современность
7 декабря 1988 года на сессии Верховного Совета Эстонской ССР была принята поправка к русскому тексту Конституции ЭССР, согласно которой с 1 января 1989 года название города в русском тексте конституции Эстонской ССР стало писаться с двумя «н»: Таллинн. Такое изменение объяснялось стремлением привести русское написание в соответствие с эстонским.
Хотя русский язык и не имеет в Эстонии официального статуса, в эстонских средствах массовой информации, издающихся на русском языке, а также в литературе, согласно предписанию Языковой инспекции Эстонии используется написание Таллинн.
В России с 1995 года администрацией президента РФ утверждено написание названия города Таллин. Этот же вариант написания принят и Росреестром (Роскартографией).

## Административное деление и управление городом

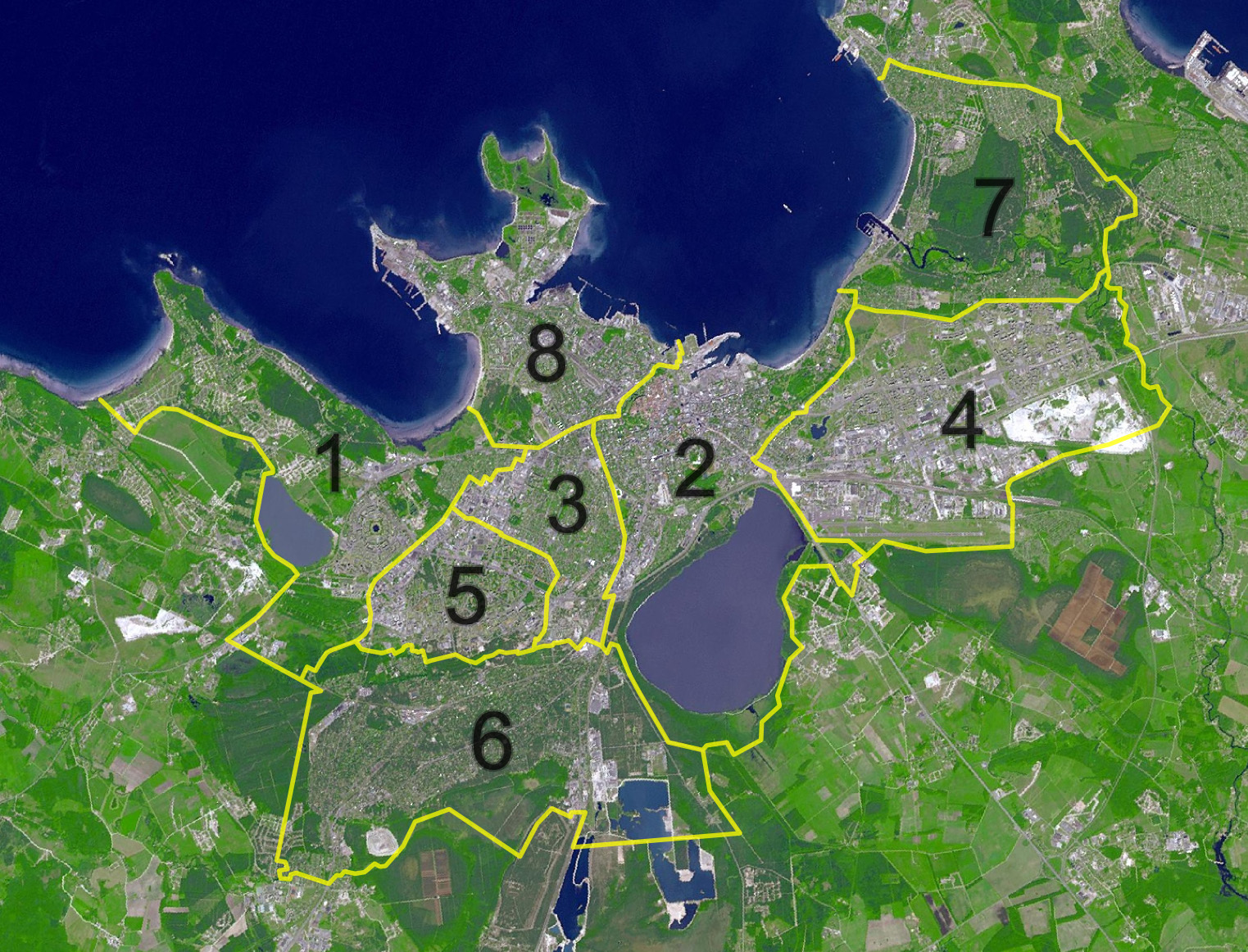
Части (районы) города Таллина

Таллин является самым крупным местным самоуправлением в Эстонии и входит в состав уезда Харьюмаа.
В советское время город с 1974 года делился на четыре района: Калининский, Ленинский, Морской и Октябрьский. В состав Морского района с 1963 по 1991 год входил нынешний город Маарду.
В ходе реформы местного самоуправления 4 марта 1993 года было решено поделить город на 8 частей (эст. linnaosa). Полный переход на новую структуру управления состоялся 1 сентября 1993:
1. Хааберсти (эст. Haabersti)
2. Кесклинн (эст. Kesklinn, центр города, включает в себя также Старый город (эст. Vanalinn), озеро Юлемисте (эве Ülemiste järv) и остров Аэгна (эст. Aegna saar)
3. Кристийне (эст. Kristiine)
4. Ласнамяэ (эст. Lasnamäe)
5. Мустамяэ (эст. Mustamäe)
6. Нымме (эст. Nõmme, до 1940 года отдельный город)
7. Пирита (эст. Pirita)
8. Пыхья-Таллинн (эст. Põhja-Tallinn — Северный Таллин)

Городские районы состоят из микрорайонов (эст. asum). Их в Таллине насчитывается 84.
Во главе управы каждой части города стоит старейшина (эст. linnaosavanem), назначаемый Таллинским городским собранием по представлению мэра после консультаций с административными советами районов. Функцией административных советов частей города является подготовка рекомендаций городской управе и постоянным комиссиям городского собрания по вопросам решения муниципальных проблем и выработки плана действий. 
Городское собрание состоит из 79 депутатов, избираемых раз в четыре года. Депутаты выбирают мэра простым большинством голосов. 14 апреля 2024 мэром стал представитель социал-демократической партии Евгений Осиновский.
На намеченных на октябрь 2025 муниципальных выборах право голоса будет у 323 450 человек. Впервые не смогут голосовать граждане третьих стран, то есть не имеющие паспорта гражданина Эстонии или одной из стран Европейского союза. Эти изменения стали следствием принятых в 2025 году поправок к Конституции Эстонии, направленных в первую очередь на лишении права голоса граждан России и Беларуси. По данным Министерства внутренних дел, на муниципальных выборов 2021 года в Таллинне была 31 тысяч избирателей из этой категории.

## Население
| 1941     | 1959     | 1970     | 1975     | 1979     | 1987     | 1996     | 1999     | 2011     | 2014     | 2015     | 2016     |
| -------- | -------- | -------- | -------- | -------- | -------- | -------- | -------- | -------- | -------- | -------- | -------- |
| 176 000  | ↗282 000 | ↗363 000 | ↗399 000 | ↗442 960 | ↗478 000 | ↘434 800 | ↗435 000 | ↘393 222 | ↗411 063 | ↗413 782 | ↗423 420 |
| 2017     | 2018     | 2019     | 2020     | 2021     | 2023     | 2024     |          |          |          |          |          |
| ↗446 055 | ↘430 805 | ↗434 562 | ↗437 619 | ↗438 341 | ↗453 864 | ↗457 572 |          |          |          |          |          |

Национальный состав населения Таллина:
| Год    | Эстонцы | Русские | Украинцы | Белорусы | Евреи | Финны | Латыши | Немцы | Литовцы | Армяне | Татары | Поляки | Прочие | ВСЕГО   |
| ------ | ------- | ------- | -------- | -------- | ----- | ----- | ------ | ----- | ------- | ------ | ------ | ------ | ------ | ------- |
| 1959   | 169 697 | 90 594  | 7277     | 3683     | 3714  | 1650  | 702    | ..    | 594     | ..     | ..     | ..     | 803    | 281 714 |
| 1978   | 201 908 | 127 103 | 13 309   | 7158     | 3754  | 2852  | 1007   | ..    | 852     | ..     | ..     | ..     | 4763   | 362 706 |
| 2000*  | 215 114 | 146 208 | 14 699   | 7938     | 1598  | 2436  | 827    | ..    | 949     | ..     | ..     | ..     | 10 609 | 400 378 |
| 2011*  | 217 601 | 144 721 | 11 565   | 6229     | 1460  | 2062  | 628    | ..    | 795     | ..     | ..     | ..     | 8161   | 393 222 |
| 2011** | 216 104 | 158 539 | 15 108   | 8200     | 1545  | 2557  | ..     | ..    | ..      | ..     | ..     | ..     | 9927   | 411 980 |
| 2021*  | 233 520 | 149 883 | 15 450   | 6154     | 1405  | 3431  | 1500   | 1219  | 1092    | 1043   | 1033   | 940    | 21 147 | 437 817 |

* Примечание 1: Данные переписи населения

** Примечание 2: Данные Регистра народонаселения
Численность населения в разрезе районов Таллина на 1 января каждого года по данным Регистра народонаселения:
| Район         | 2004 год | 2013 год  | 2022 год  |
| ------------- | -------- | --------- | --------- |
| Кесклинн      | 44 205   | ↗ 52 815  | ↗ 65 041  |
| Кристийне     | 29 424   | ↗ 30 275  | ↗ 32 725  |
| Ласнамяэ      | 112 368  | ↗ 116 492 | ↗ 117 229 |
| Мустамяэ      | 64 918   | ↘ 64 429  | ↗ 65 977  |
| Нымме         | 37 772   | ↗ 39 047  | ↘ 37 403  |
| Пирита        | 10 388   | ↗ 17 016  | ↗ 19 033  |
| Пыхья-Таллинн | 56 044   | ↗ 56 917  | ↗ 59 613  |
| Хааберсти     | 37 187   | ↗ 42 839  | ↗ 47 981  |
| ТАЛЛИН        | 392 306  | ↗ 419 830 | ↗ 445 002 |

### Данные переписи населения Эстонии 2021 года
По данным переписи населения Эстонии 2021 года, в Таллине проживали 437 817 человек (32,87 % населения Эстонии), из них 233 520 человек (53,3 %) — эстонцы, 149 883 человека (34,2 %) — русские (47,5 % всех русских Эстонии), 15 450 человек (3,5 %) — украинцы, 6154 человека (1,4 %) — белорусы, 3431 человек (0,8 %) — финны, 1500 человек (0,3 %) — латыши, 1405 человек (0,3 %) — евреи, 1219 человек (0,3 %) — немцы, 1092 человека (0,3 %) — литовцы, 1043 человека (0,2 %) — армяне, 1033 человека (0,2 %) — татары, 940 человек (0,2 %) — поляки, 16 830 человек (3,8 %) — лица других национальностей, 4317 человек (1 %) — лица неизвестной национальности.
Удельный вес граждан Эстонии составил 77,4 % (338 214 чел.), граждан других стран — 7,8 % (34 008 чел.), лиц без гражданства — 7,5 % (32 608 чел. или 49 % всех апатридов Эстонии), граждан России — 7,4 % (32 570 чел. или 39,9 % всех граждан России, проживающих в Эстонии), лиц с неизвестным гражданством — 0,1 % (417 чел.).
Доля населения в возрасте 65 лет и старше составила 19,0 % (83 047 чел.), доля населения младше 14 лет — 15,9 % (69 440 чел.).

### Доходы населения
По данным Департамента статистики Эстонии, в 2018 году самый высокий средний месячный брутто-доход жителей Таллина был в районе Кесклинн (более 1600 евро), самый низкий — в Ласнамяэ (около 1134 евро) и Пыхья-Таллинне (средний показатель по Эстонии был 1234 евро). Однако в этих районах было несколько микрорайонов, где среднемесячный брутто-доход был выше среднего по Эстонии: в Пыхья-Таллинне это Каламая, Кельмикюла и Пелгулинн, в Ласнамяэ — Паэвялья, Ууслинн, Курепыллу и Лоопеалсе. Самый высокий доход был в Клоостриметса, Лепику и Кадриорге (не менее 1900 евро). Жители этих трёх микрорайонов имеют более высокий уровень образования по сравнению со средним показателем всего населения города. Население микрорайонов Лепику и Кадриорг также моложе среднего возраста по Эстонии, среди них больше семей с детьми и меньше пожилых людей. Самый низкий среднемесячный брутто-доход был в микрорайонах Пальяссааре, Вяо и Ситси, т.к. для населения этих микрорайонов характерны низкая доля людей с высшим образованием, высокая доля неэстонцев и более пожилой возраст. В зависимости от места жительства размер брутто-дохода в микрорайонах Таллина составлял преимущественно от 1000 до 2000 евро.  

### Преступность
Число зарегистрированных правонарушений в Таллине, 2006—2021* годы (данные опубликованы Департаментом статистики Эстонии)
| Год  | Общее число правонарушений | Правонарушения I степени | Правонарушения II степени | Умышленные убийства | Преступления против собственности | Нарушения ПДД |
| ---- | -------------------------- | ------------------------ | ------------------------- | ------------------- | --------------------------------- | ------------- |
| 2006 | 22123                      | 1130                     | 20993                     | 28                  | 16207                             | 825           |
| 2007 | 20671                      | 1142                     | 19529                     | 28                  | 13298                             | 1063          |
| 2008 | 20732                      | 1282                     | 19450                     | 27                  | 13381                             | 894           |
| 2009 | 20203                      | 939                      | 19264                     | 22                  | 14074                             | 718           |
| 2010 | 20035                      | 939                      | 19264                     | 22                  | 14074                             | 718           |
| 2011 | 16906                      | 727                      | 16179                     | 27                  | 10857                             | 993           |
| 2012 | 17022                      | 805                      | 16217                     | 19                  | 10432                             | 1005          |
| 2013 | 16686                      | 886                      | 15800                     | 20                  | 10253                             | 944           |
| 2014 | 15386                      | 802                      | 14584                     | 15                  | 9426                              | 717           |
| 2015 | 13360                      | 847                      | 12513                     | 10                  | 7059                              | 1054          |
| 2016 | 11315                      | 819                      | 11315                     | 12                  | 5651                              | 1022          |
| 2018 | 10378                      | 667                      | 9711                      | 13                  | 4961                              | 814           |
| 2019 | 10001                      | ..                       | ..                        | 9                   | 4662                              | 846           |
| 2020 | 9635                       | ..                       | ..                        | 12                  | 4456                              | 916           |
| 2021 | 10119                      | ..                       | ..                        | 8                   | 5448                              | 864           |

* Данные за 2017 год Департаментом статистики Эстонии не опубликованы.
В последние годы в Таллине в целом наблюдается снижение числа преступлений, совершаемых несовершеннолетними. По данным правоохранительных органов, наиболее распространёнными нарушениями среди подростков являются кражи, вандализм и мелкие правонарушения.
Правонарушения, совершённые несовершеннолетними:
| Год  | Общее количество правонарушений | Проступки | Уголовные преступления |
| ---- | ------------------------------- | --------- | ---------------------- |
| 2019 | 1448                            | 1099      | 349                    |
| 2020 | ↘ 1071                          | ↘ 869     | ↘ 202                  |
| 2021 | ↘ 928                           | ↘ 775     | ↘ 153                  |
| 2022 | ↗ 1126                          | ↗ 966     | ↗ 160                  |
| 2023 | ↘ 798                           | ↘ 643     | ↘ 155                  |

## История
Старый город
В ходе раскопок в 2022 году, в районе улицы Тынисмяги, были обнаружены четыре кострища эпохи викингов. Это была первая находка, указывавшая на пребывание викингов на территории современного Таллина.
Неподалёку от современного Таллина находится городище Иру второй половины первого тысячелетия. По неизвестной причине, в середине XI века оно было оставлено, а на нынешнем холме Тоомпеа спустя некоторое время после этого был построен замок Линданисе. По всей вероятности, это укрепление предназначалось для защиты только в случае нападения противника, и оно не было постоянно заселено, по крайней мере, до XIII века. Поселение, существовавшее на месте нынешнего Таллина, впервые упоминается в 1154 году, в труде арабского географа Аль-Идриси, который охарактеризовал его как «маленький город, скорее похожий на крепость», отметив при этом большую гавань. В русских летописях крепость упоминается как Колывань.

### Датский период

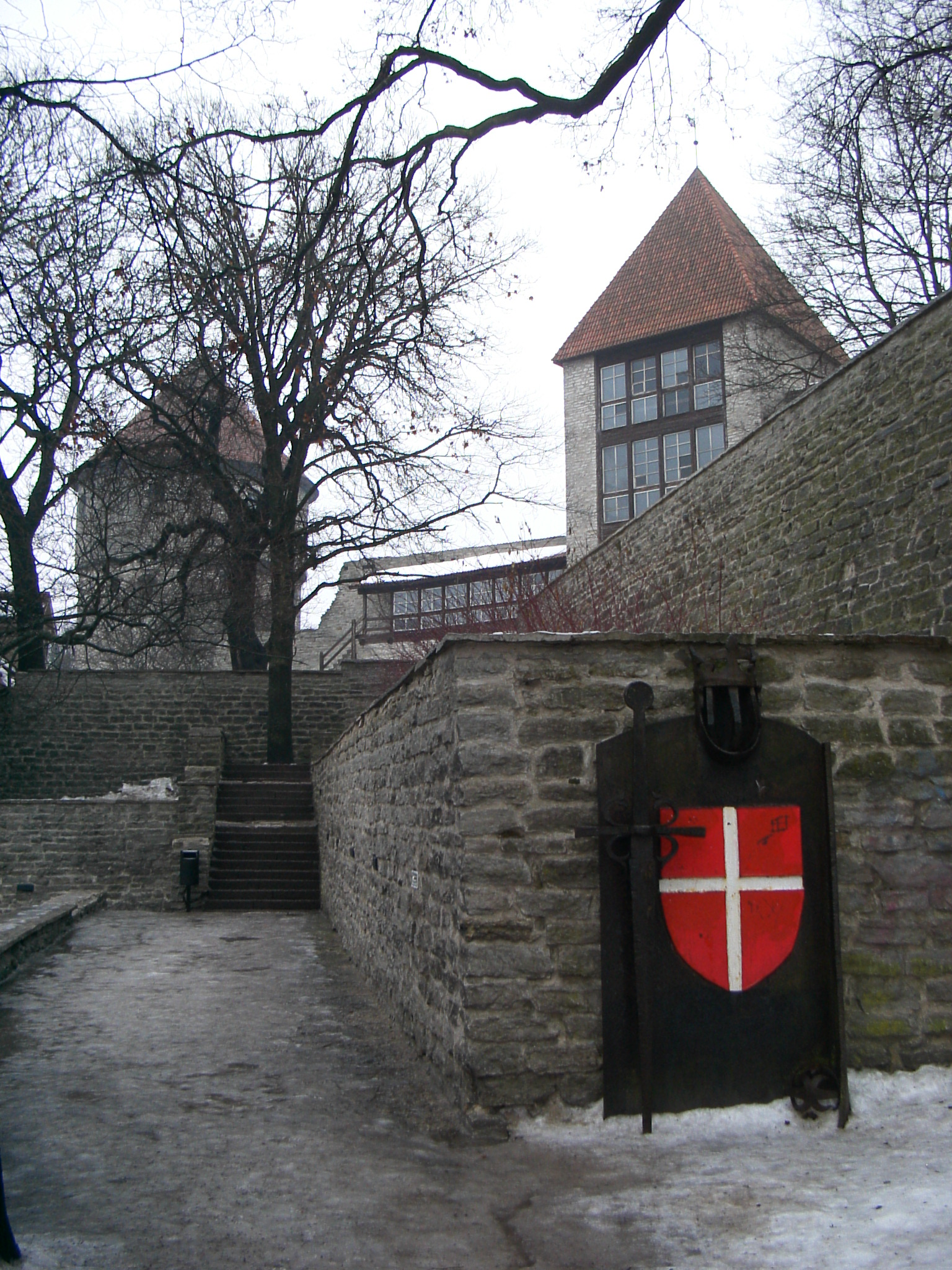
Место на Вышгороде (Тоомпеа), где, согласно преданию, на землю опустился датский флаг

Будучи важным портом для торговли между Новгородом и Скандинавией, он стал целью экспансии Тевтонского ордена и Датского королевства в период Северных крестовых походов в начале XIII века, когда христианство было насильно навязано местному населению. В 1219 году захвачен датчанами. «Ливонская хроника» Генриха Латвийского гласит, что летом 1219 года большое войско под командованием самого короля Вальдемара II высадилось на берег в земле Рявале, датчане «обосновались в Линданисе, который ранее был городищем ряваласцев, и разрушили старое городище, и стали другое, новое строить».
Став датским, город переживал постоянные набеги эстов и немецкого Ордена меченосцев, который к этому времени уже овладел территориями современной Латвии и современной южной Эстонии.
В 1227 году Ревель был захвачен рыцарями-меченосцами. В 1238—1346 годах снова принадлежал Дании. В 1334 году основан госпиталь Святого Духа. В 1346 году Дания продала свою часть Эстляндии великому магистру Тевтонского ордена, который вскоре передал её ландмейстеру Тевтонского ордена в Ливонии. В 1347 году городу были подтверждены его привилегии.

### Ганзейский период
Начало XV — середина XVI столетия — золотой век древнего Ревеля. Город входил в Ганзейский союз и играл важную роль в регионе Балтийского моря. Экономический подъём тех времён способствовал не только основательному укреплению границ города, но также создал все предпосылки для активного творчества, создания архитектурных и художественных ценностей. Получило распространение реформационное движение. Тем не менее гибель католического Ливонского ордена и экономический упадок во время Ливонской войны привели к потере городом былого значения.

### В составе Швеции
В ходе Ливонской войны в 1561 году Ливонский орден прекратил своё существование. Русские войска подходили к пределам Ревеля. В поисках защиты ревельские бюргеры обратились за покровительством к Литве и Швеции. Не дождавшись военной помощи от литовцев, город 6 июня 1561 года присягнул на верность шведскому королю Эрику XIV. При этом Ревель стал крупнейшим торговым городом шведского королевства, превосходя размерами и объёмом внешней торговли даже Стокгольм. В 1568 году город подвергся морской блокаде польским флотом, в 1569 году — бомбардировке датским флотом, а в 1570—1571 годах — осаде войсками датского принца Магнуса, провозглашённого королём Ливонии. В начале 1577 года русские войска вновь осадили Ревель, но трёхмесячная осада закончилась безрезультатно. В том же году разразилась эпидемия чумы. В результате Ливонской войны торговля в Ревеле пришла в упадок и город потерял своё значение в транзитной торговле с Россией, которая шла теперь через Нарву.

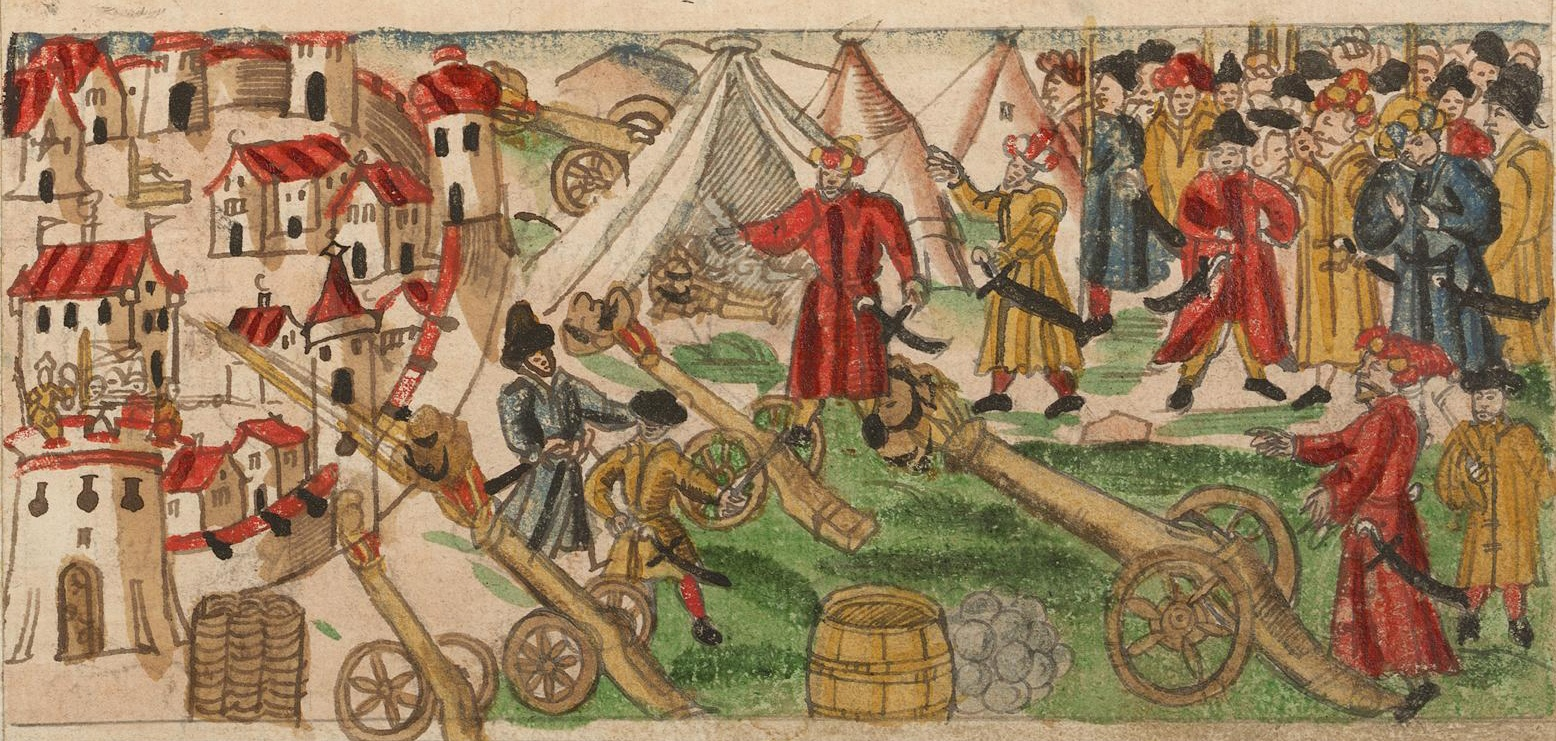
Осада Ревеля русскими в 1578 году. Из сборника «Викиана» Иоганна Якоба Вика

После заключения русско-шведского мира в 1583 году северная часть Эстонии осталась во владении Швеции и была названа Эстляндским герцогством, с центром в Ревеле. В городе оставалось действительным Любекское городское право, были сохранены его привилегии, однако шведские короли периодически предпринимали попытки их ограничить и ввести в городе шведские законы:63, 71.
В XVII веке Ревель пережил новый подъём, расширилась деятельность ремесленников, появились первые мануфактуры, выросло число учебных заведений. К концу шведского периода большинство горожан владели грамотой. Появились типография, бумажная фабрика. В 1637 году была издана первая книга на эстонском языке. В 1689 году была выпущена первая газета Revalische Post-Zeitung. В середине XVII века были возведены новые земляные укрепления — бастионы.
За годы шведского правления Ревель так и не смог вернуть себе былое значение в транзитной торговле и утратил многие свои привилегии, превратившись из самостоятельного города-государства в административный центр провинции.

### В составе Российской империи
В ходе Северной войны Ревелем овладели русские войска под командованием генерала Р. Х. Баура, подступившие к городу 18 августа 1710 года. За добровольную сдачу городу было обещано сохранение всех его привилегий. Вице-губернатор Эстляндии Д. Паткуль отверг предложение, приказав срыть и сжечь городские пригороды. В это время в городе началась эпидемия чумы, вызвавшая высокую смертность. По данным магистрата, в декабре 1710 года в городе насчитывалось 1962 жителя, от чумы к этому времени умерло 5687 горожан. Во время осады активных боевых действий не происходило, город даже не был обложен полностью, но был перекрыт доступ к питьевой воде. В сентябре было передано ещё два предложения сдаться; 26 сентября начались переговоры об условиях капитуляции; 29 сентября договор был подписан, и 30 сентября 1710 года Ревель сдался. Остатки шведского гарнизона покинули город через Большие морские ворота, одновременно через Соборные ворота в город вступили русские войска. Царь Пётр I даровал дворянству и городским сословиям жалованные грамоты. Чума в городе продолжалась до 1711 года. По некоторым данным, она унесла до 15 000 жизней.

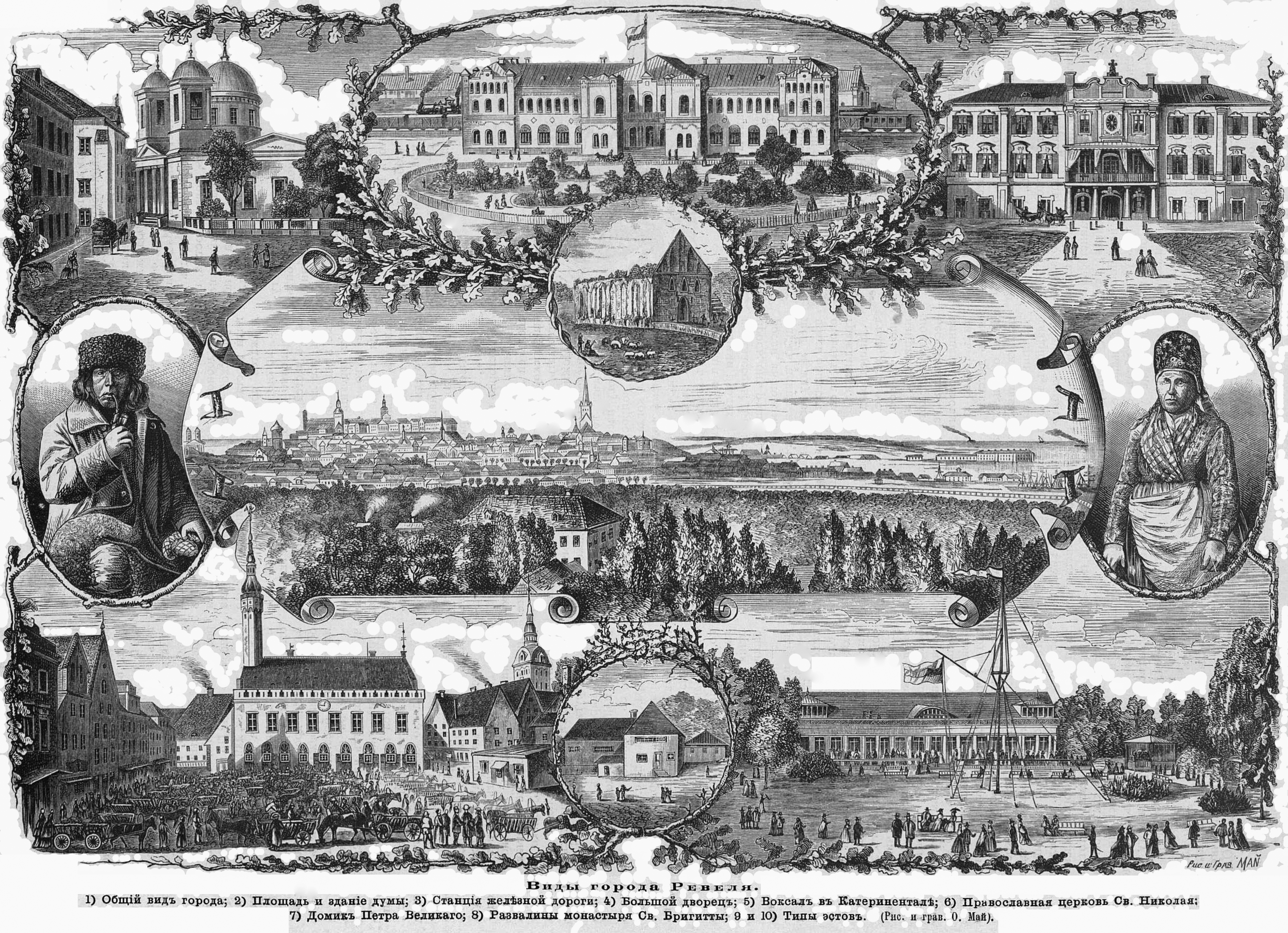
Виды города, 1876 год

После окончания Северной войны Ревель стал быстро оправляться, несмотря на то, что главным центром Российской империи на Балтике после Санкт-Петербурга стала Рига. Была построена военная гавань, ставшая на два века одной из баз Балтийского флота России. В окрестностях города был разбит парк Екатериненталь (Кадриорг), где был построен царский дворец. Ревель стал центром Ревельской, затем Эстляндской губернии.
В конце царствования императора Павла I город подвергся морской блокаде английским флотом, а в ходе Крымской войны 1854—1855 годов — соединённым англо-французским флотом.
После постройки в 1871 году Балтийской железной дороги значительно вырос объём торговли, годовые обороты которой составляли до 100 млн рублей.
В конце XIX века началось бурное развитие городской промышленности. Были построены вагоностроительный завод «Двигатель», электромеханический завод «Вольта», ткацкая фабрика «Балтийская мануфактура», судостроительный завод и другие. Ревельский порт по грузообороту занимал четвёртое место в Российской империи после Санкт-Петербурга, Риги и Одессы.

### Период Первой Эстонской республики

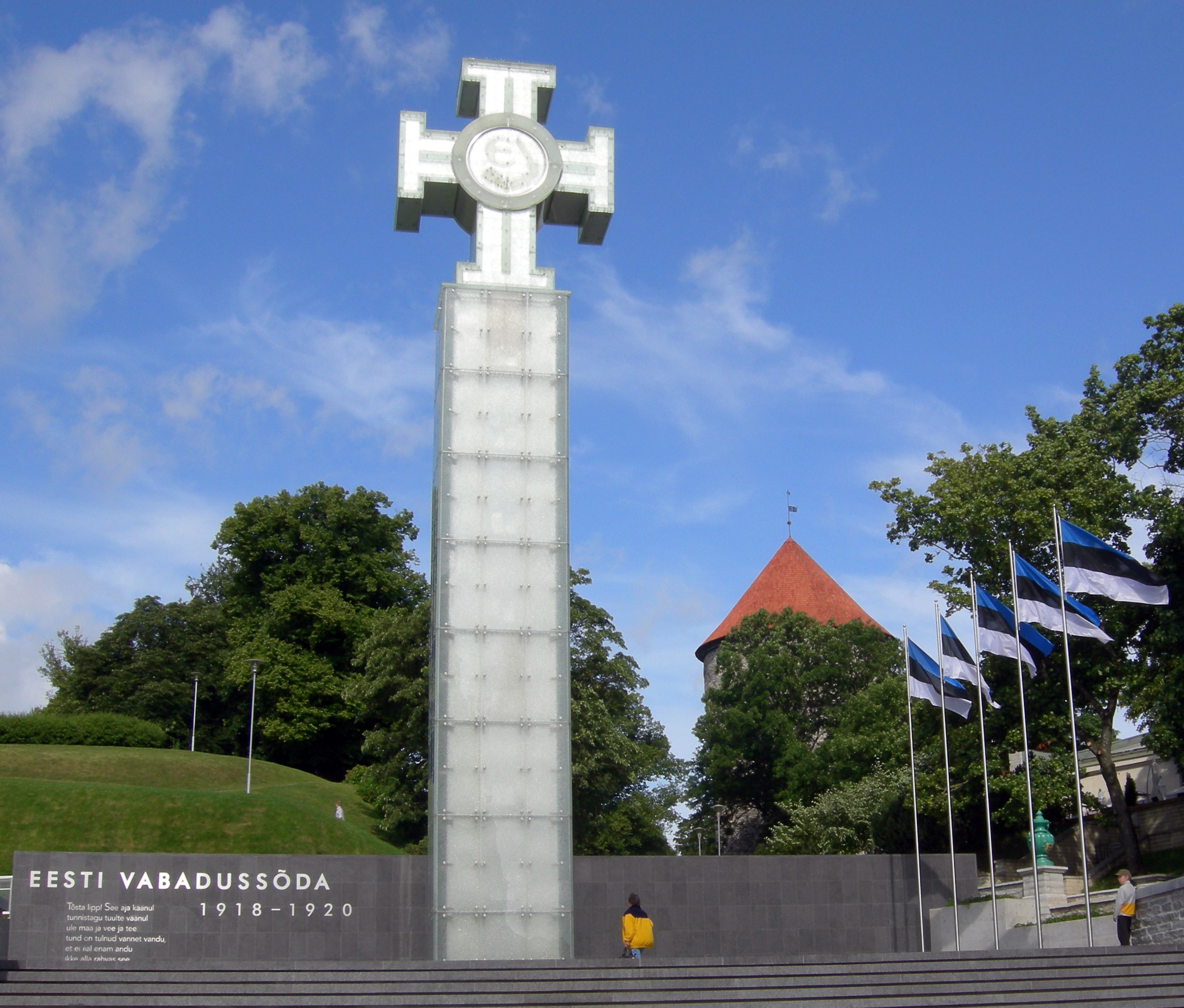
Монумент Победы в Освободительной войне на площади Свободы в Таллине

18 февраля 1918 года началась немецкая оккупация. 23 февраля (в Пярну) и 24 февраля 1918 года в Ревеле была провозглашена независимость Эстонии. 3 марта по условиям Брест-Литовского мирного договора (статья IV) между Германией и РСФСР оккупация Эстонии немцами была закреплена юридически.
В 1919 году Ревель официально получил современное эстонское название Tallinn.
В августе 1919 года здесь начал работу первый съезд профсоюзов Эстонии, который был разогнан полицией. Было арестовано 74 делегата и 28 рабочих-активистов. 25 арестованных были расстреляны.
В ходе Освободительной войны 1918—1920 годов войска Эстонской республики приняли участие в походе на Петроград Северо-Западной армии. Всего 20 тысяч штыков и сабель: 17,5 тысяч русских и 2,5 тысячи эстонцев. После её поражения и интернирования на территорию Эстонии, 2 февраля 1920 года был подписан Тартуский мирный договор между РСФСР и Эстонией. Таллин стал столицей государства, признанного в то время только правительством РСФСР.
В период независимости город развивался довольно успешно. Были основаны педагогический и политехнический институты, Академия искусств. Крупные предприятия эпохи Российской империи, ориентировавшиеся преимущественно на российский рынок, в 1920-е годы были закрыты либо перепрофилированы. В начале 1920-х годов большое значение для города имел транзит грузов из СССР, который в 1924 году достиг максимума в 346 тысяч тонн. Но после подавления восстания эстонских коммунистов 1 декабря 1924 года объём транзитных перевозок уже в следующем году сократился в 2,6 раза, а к 1938 году — до 1600 тонн. С середины 1930-х годов после выхода из тяжелейшего экономического кризиса 1929—1933 годов начался подъём промышленности.
В результате подписания секретного дополнительного протокола о разграничении сфер интересов к Договору о ненападении между Германией и СССР от 23 августа 1939 года Эстония была отнесена к сфере интересов СССР. Следствием этих событий стало включение Эстонии в состав Советского Союза, советизация и массовые репрессии.
В 1939—1940 годах СССР путём давления и угроз добился размещения на территории Эстонии крупного воинского контингента, а затем и смены правительства страны. Руководимые представителями СССР эстонские левые провели выборы в парламент, который объявил Эстонию советской социалистической республикой и попросил о вступлении в состав СССР. 21 июля 1940 года была образована Эстонская Советская Социалистическая Республика, которая была включена в состав СССР 6 августа 1940 года.

### В составе Советского Союза

#### В годы Второй мировой войны
В годы Второй мировой войны город пострадал от бомбардировок. Советские войска обороняли Таллин от наступавших сил вермахта 23 дня — с 5 по 28 августа 1941 года, после чего вынуждены были его оставить. Началась немецкая оккупация. 9 и 10 марта 1944 года советская авиация нанесла бомбовый удар по размещённым в городе немецким войскам. На Таллин было сброшено около 2000 разрывных и 1500 зажигательных бомб. Итогами двух налётов советской авиации стали 40 % разрушенной застройки, 463 погибших, 649 раненых и около 20 000 оставшихся без крова горожан. Особенно сильно пострадала улица Харью; бомбы попали в театр «Эстония», где в это время начинался концерт.
22 сентября 1944 года в ходе Таллинской операции советские войска вернули контроль над городом. 

#### В период 1944—1990 годов
По окончании войны город значительно расширил свои границы. В 1960—1980-х годах были построены новые жилые районы — Мустамяэ, Вяйке-Ыйсмяэ, Ласнамяэ, в начале 1970-х годов было расширено жилое строительство в Лиллекюла.
Административно-территориальное деление Таллина в 1980 году (данные включают городские посёлки, подчинённые городу*):
| Район       | Площадь | Площадь             | Численность населения | Численность населения |
| ----------- | ------- | ------------------- | --------------------- | --------------------- |
| Район       | км²     | % от площади города | тыс. чел              | % от населения города |
| Калининский | 32,3    | 18,4                | 125                   | 28,2                  |
| Ленинский   | 46,2    | 26,4                | 110                   | 24,8                  |
| Морской     | 73,2    | 41,7                | 80                    | 18,1                  |
| Октябрьский | 23,7    | 13,5                | 128                   | 28,9                  |
| ВСЕГО       | 175,4   | 100,0               | 443                   | 100,0                 |

* Маарду и Сауэ
Географический состав районов Таллина:
- Калининский: микрорайоны Копли, Каламая, Пелгулинн, Пелгуранна, Вяйке-Ыйсмяэ и др. части города, а также городские окраины Какумяэ и окрестности озера Харку[75];
- Ленинский: бо́льшая часть центра города, микрорайоны Тонди, Ярве, Юлемисте и озеро Юлемисте[76];
- Морской: часть центра города между бульваром Мере и Тартуским шоссе, жилые районы Кадриорг, Пирита, Козе, Меривялья, Ласнамяэ, пригороды Мяхе и Мууга[77];
- Октябрьский: основная часть Старого города, район улиц Луйзе и Юлазе, жилые районы Лиллекюла и Мустамяэ[78].

Советское строительство в Таллине
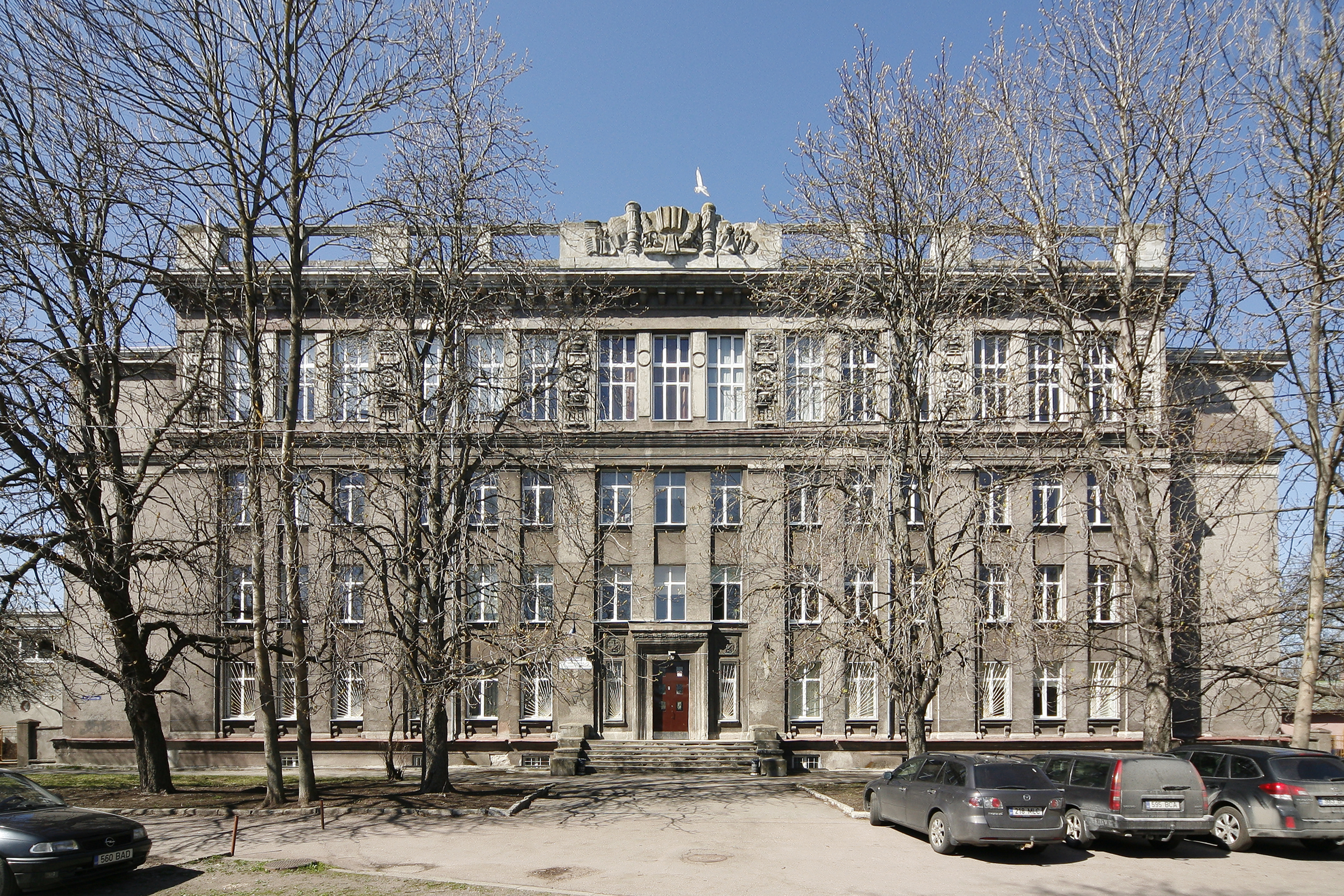
Школа в Каламая
Жилой дом на улице Вабрику
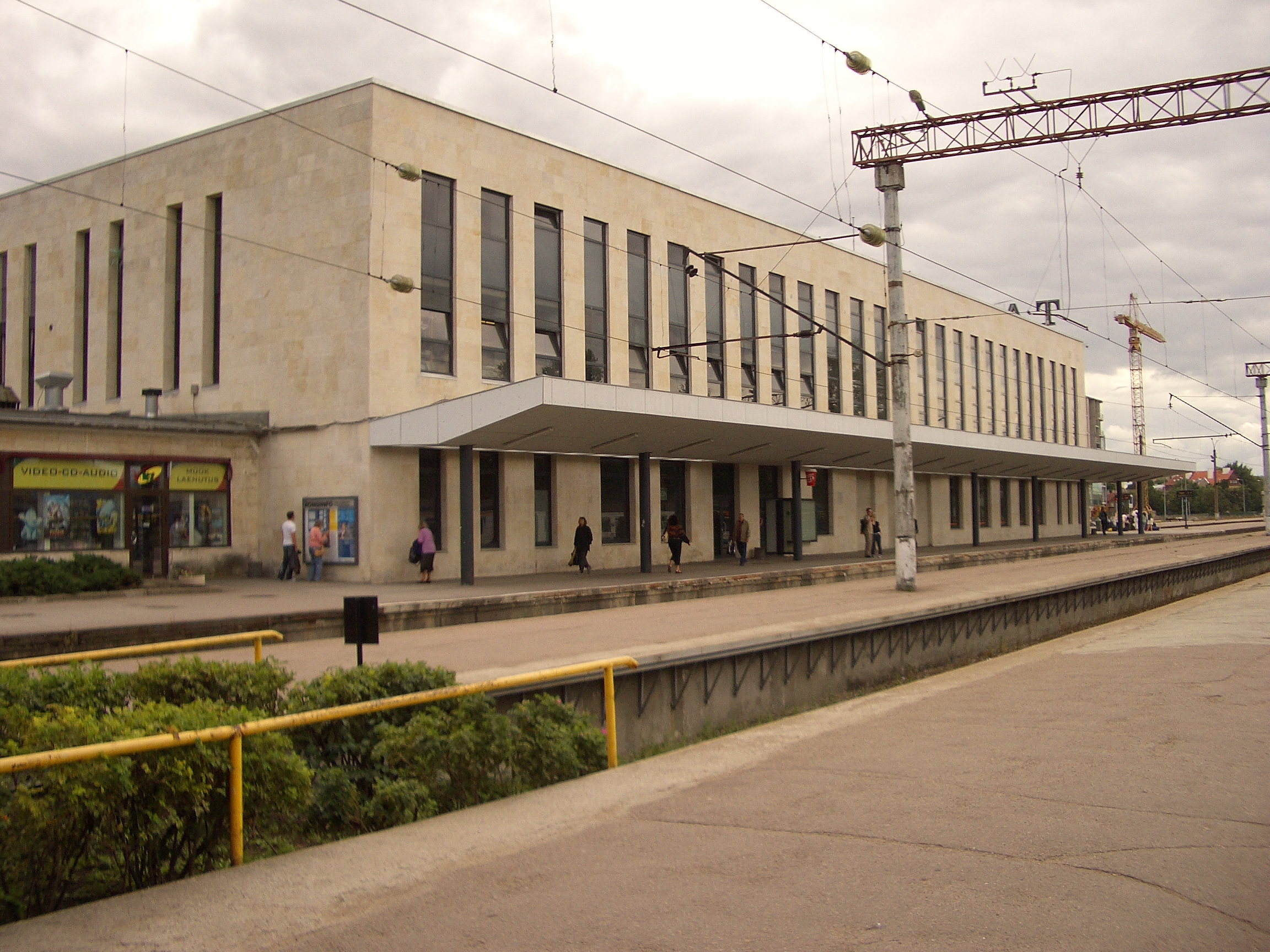
Балтийский вокзал
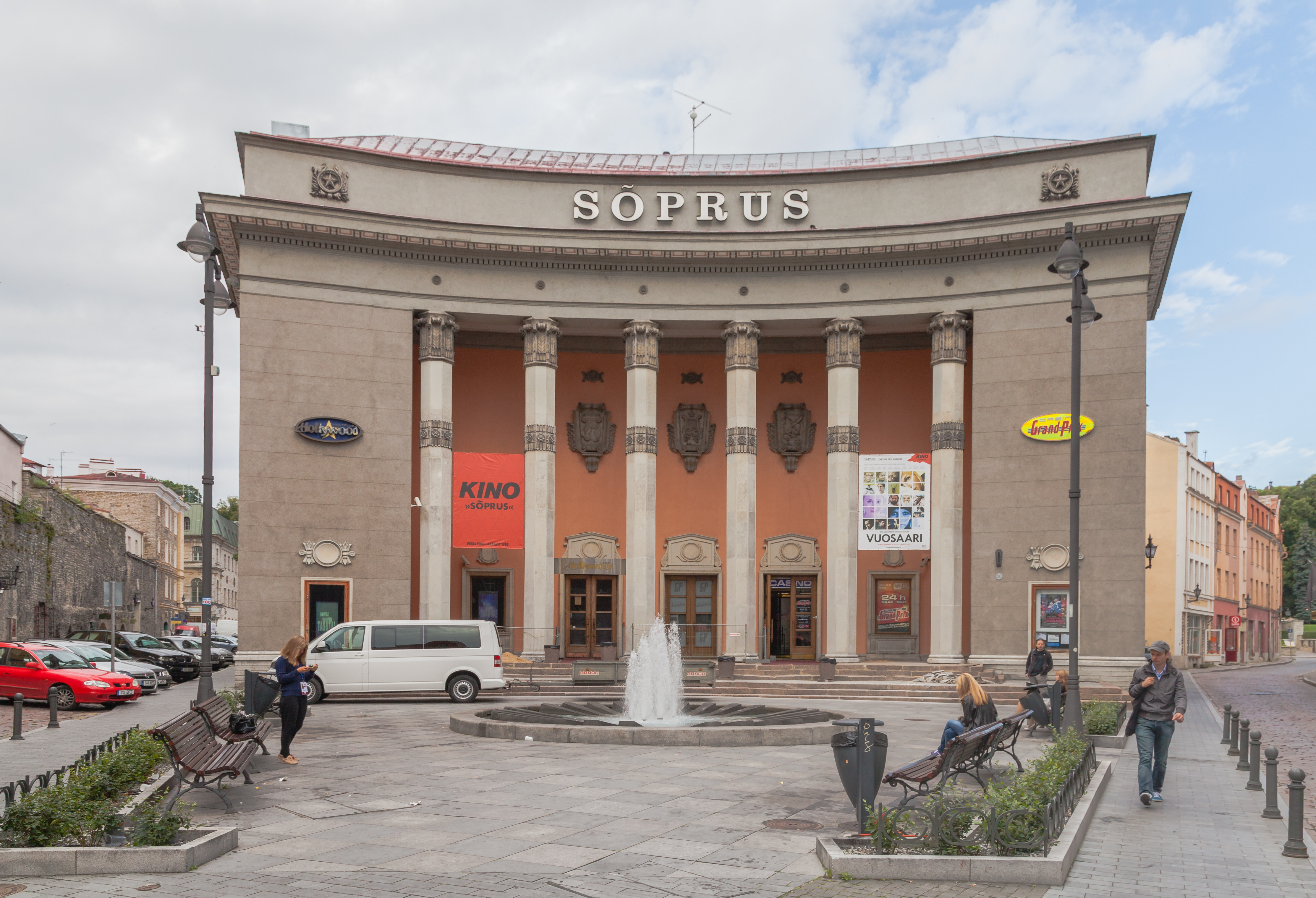
Кинотеатр «Сыпрус»
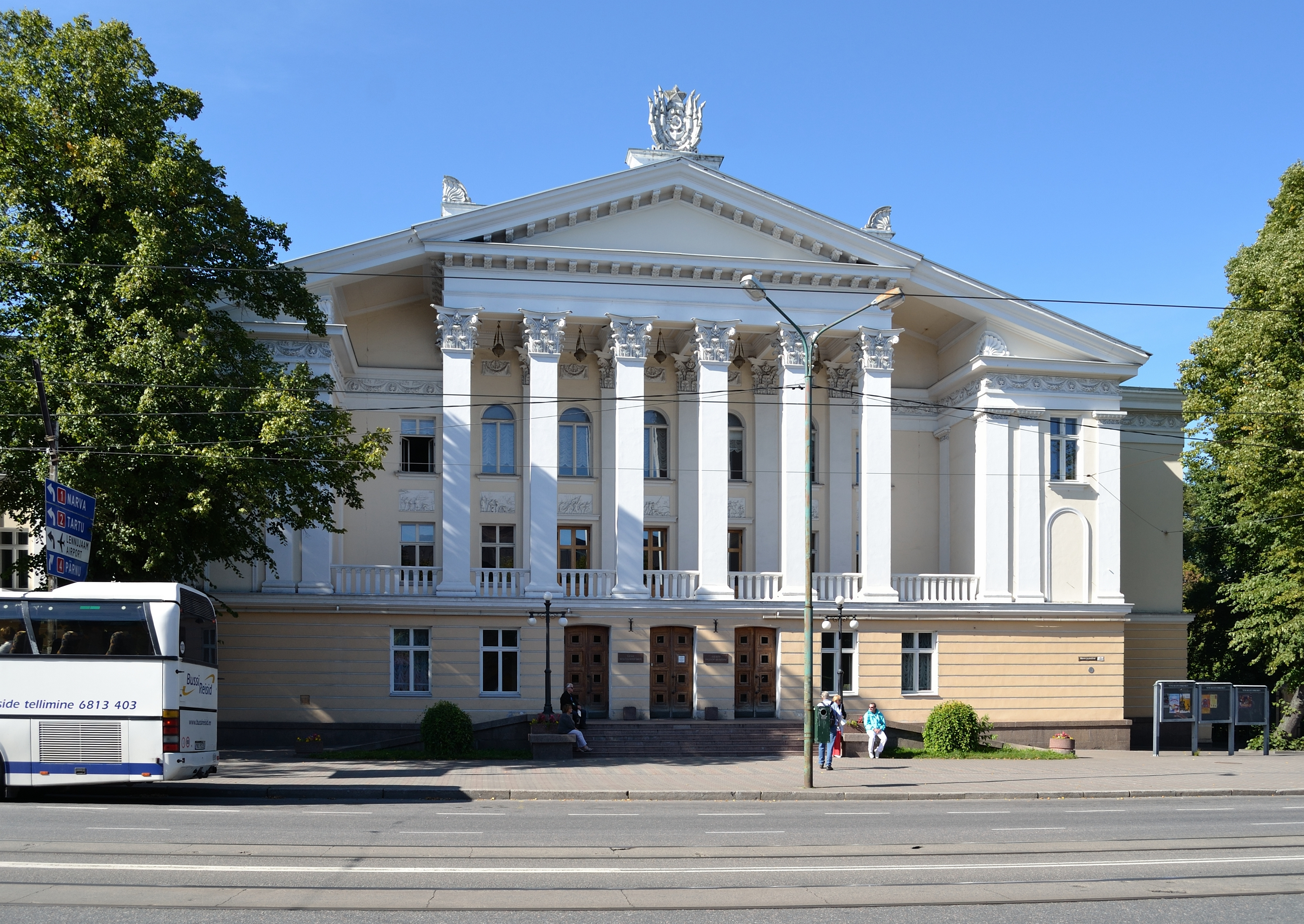
Дом офицеров
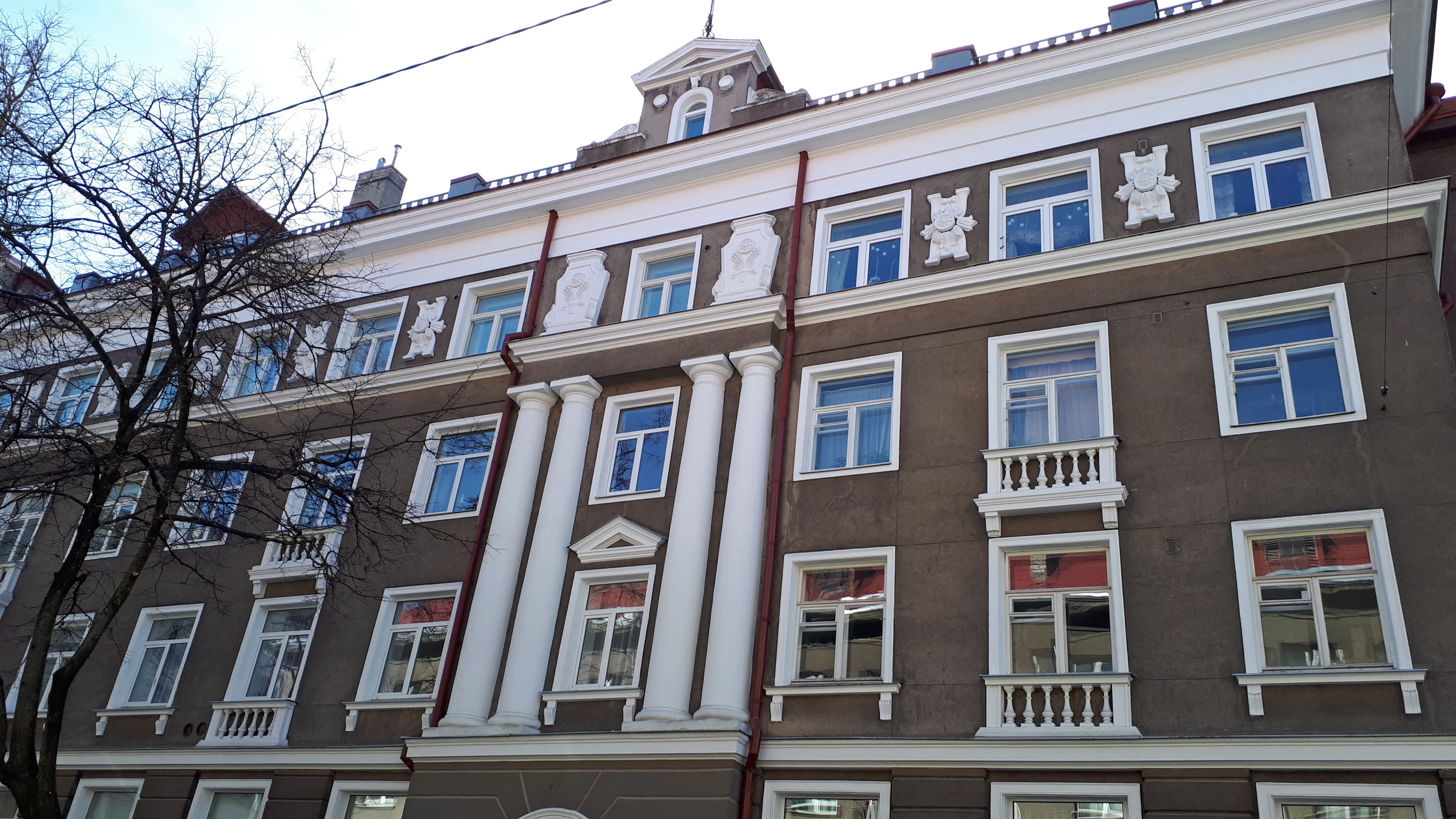
Офисное здание на улице Кентманни
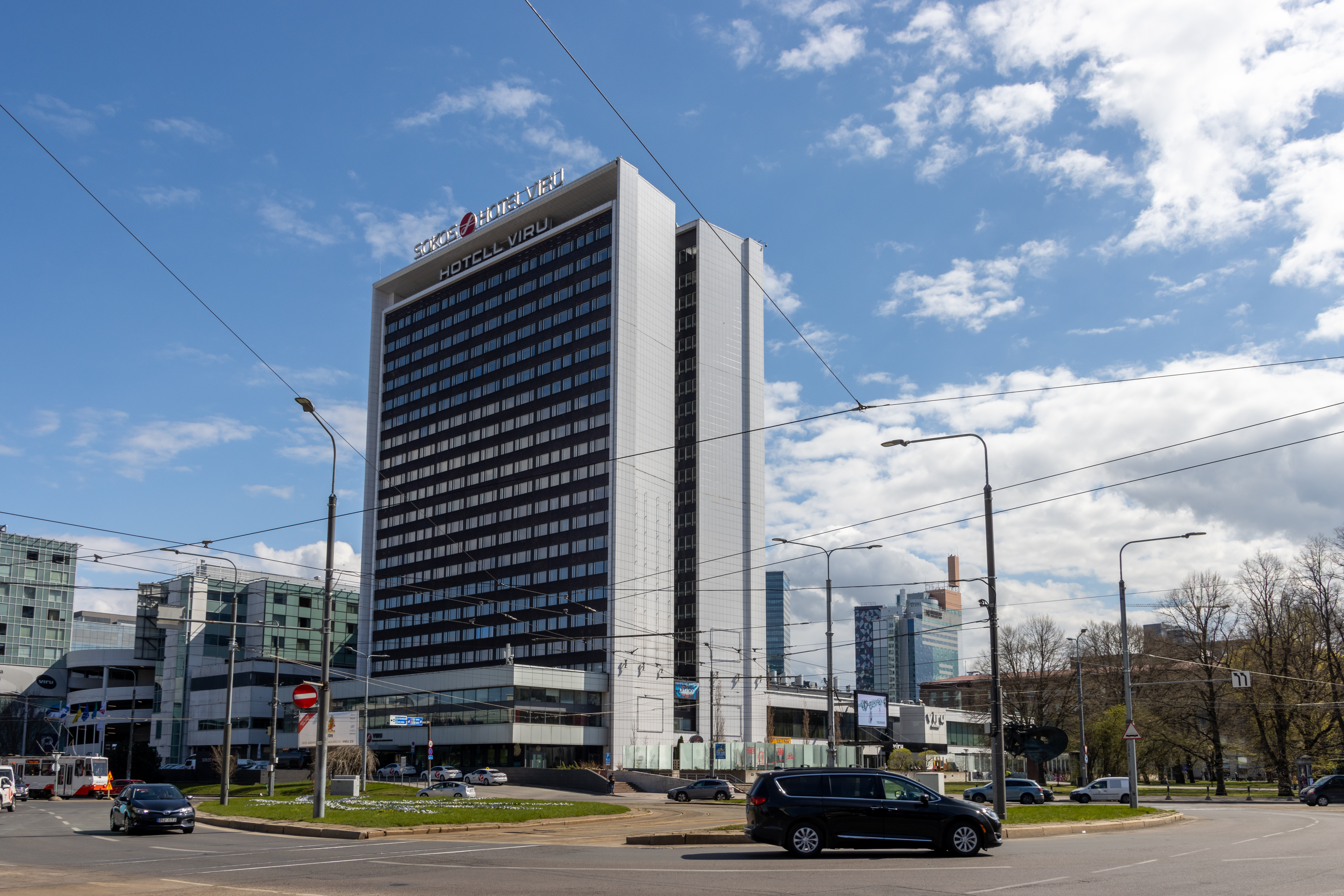
Гостиница «Виру»
Яхтклуб Олимпийского центра парусного спорта
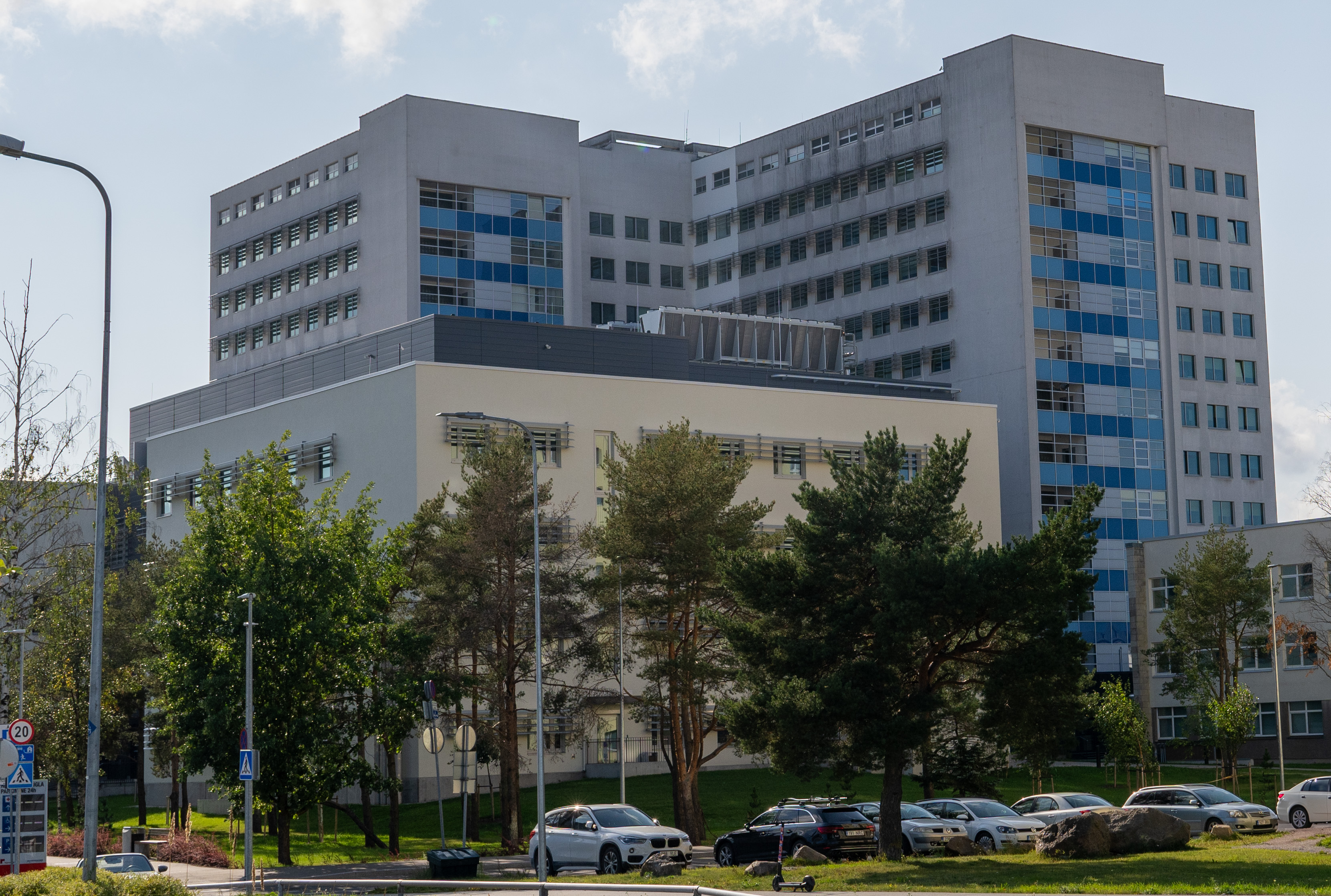
Мустамяэская больница
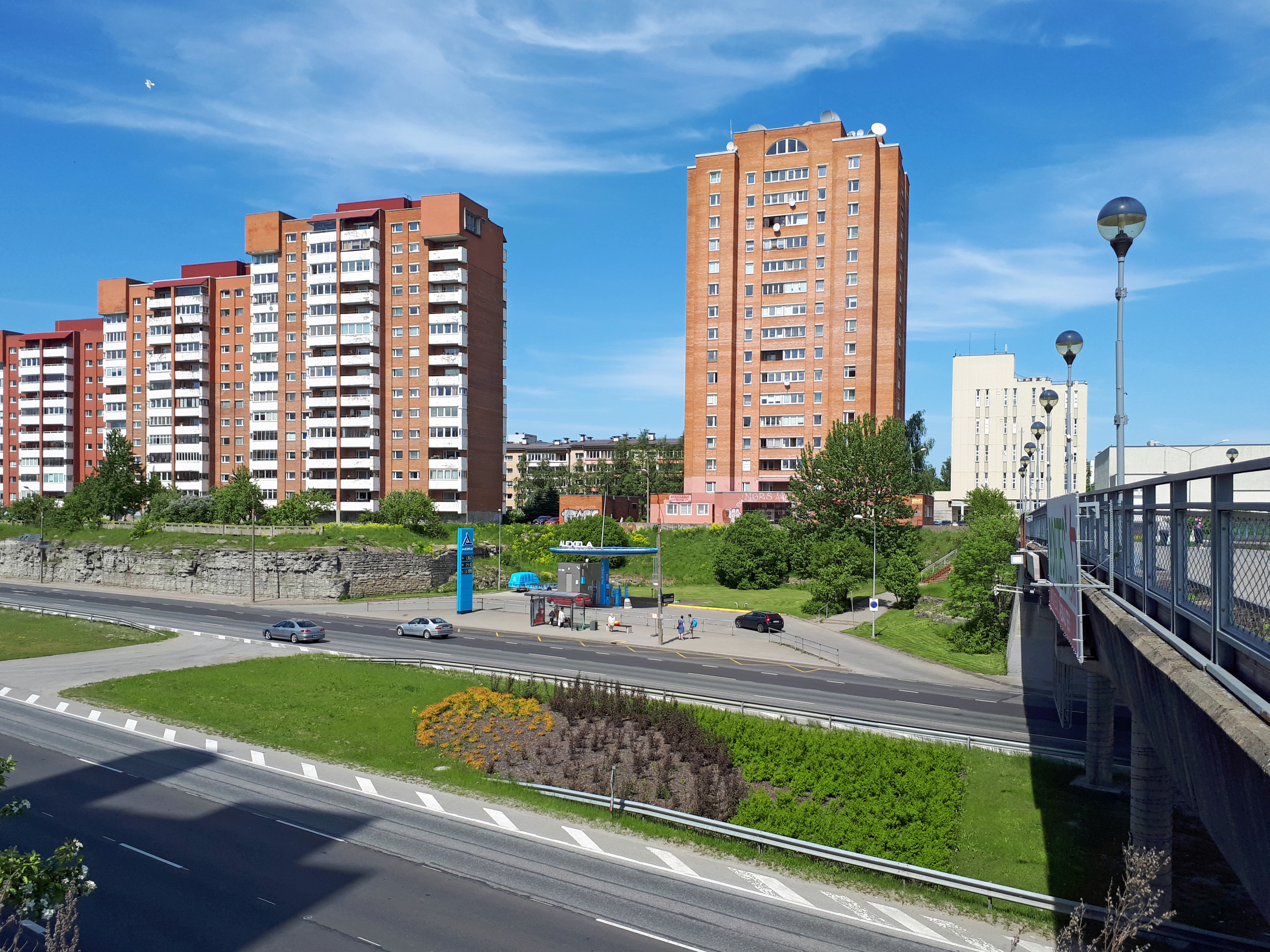
Жилые дома на улице Лаагна

В рамках летних Олимпийских игр 1980 года в центре парусного спорта в Пирита были проведены соревнования яхтсменов.
В 1988 году в городе возникло первое в СССР антикоммунистическое общественно-политическое движение «Народный фронт». В июне—сентябре 1988 года прошли массовые певческие мероприятия, вошедшие в историю как «Поющая революция».

##### Награды
27 ноября 1970 года указом Президиума Верховного Совета СССР Таллин был награждён орденом Ленина. 7 мая 1984 года указом Президиума Верховного Совета СССР «за мужество и стойкость, проявленные трудящимися города в борьбе с немецко-фашистскими захватчиками в годы Великой Отечественной войны, успехи, достигнутые в хозяйственном и культурном строительстве» Таллин награждён орденом Отечественной войны I степени.

### После восстановления независимости Эстонии
С 1991 года, после распада СССР, Таллин — снова столица независимой Эстонской Республики.
В 1997 году историческая часть Таллина — Старый город был включён в список Всемирного наследия ЮНЕСКО.
После ликвидации в конце 1990-х — начале 2000-х годов большинства крупных промышленных предприятий города (завод «Вольта», завод «Двигатель», электротехнический завод имени М. И. Калинина, завод «Пунане РЭТ», морской завод, «Балтийская мануфактура», целлюлозно-бумажный комбинат и др.) их производственные и конторские здания были снесены или (некоторые) реконструированы, и на их месте началось возведение офисно-жилых кварталов (кварталы «Вольта», «Ноблесснер», «Мануфактуури», «Фахле-Парк» («Fahle Park») и др.). Бурное развитие сектора недвижимости также сопровождается сносом старых деревянных домов, складских и производственных строений XIX века в центре Таллина и на побережье Таллинского залива, где строятся офисно-торговые и малоэтажные квартирные дома класса «люкс» (кварталы «Ротерманни», «Ноблесснер», «Каларанна», «Кюти») первые городские небоскрёбы (квартал «Маакри»).

## Культура, достопримечательности

### Старый город
Старый город
Старый город (эст. Vanalinn) — старейшая часть Таллина, именно здесь появились первые поселения. Образует центральную часть района Кесклинн.

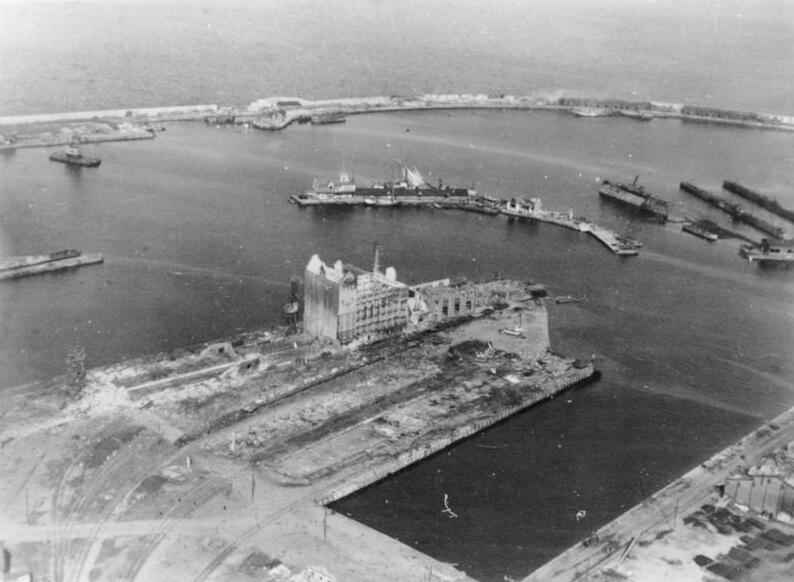
Порт Таллина, 1 сентября 1941 года

Старый город включён в список всемирного наследия ЮНЕСКО. От XI—XV века до наших дней сохранилась бо́льшая часть строений, сеть средневековых улиц и бо́льшая часть крепостной стены (одна из наиболее сохранившихся древних городских стен в Северной Европе) с башнями и воротами. Башни носят частично восходящие к германоязычным названиям имена, связанные с их историей, местоположением и тому подобными обстоятельствами: самая знаменитая башня Кик-ин-де-Кёк (смотри в кухню), Китсеторн (Козлиная, не сохранилась), Харью (у Харьюских ворот, не сохранилась), Ассауве, Карья (у Скотопрогонных ворот, не сохранилась), Луренбург (не сохранилась), Куради или Дувель (Чёртова, не сохранилась), Хинке, Вируские ворота, Хеллеман, Мункадетагуне (башня за монахами), Вана-Вене-Кирикутагуне (башня за старой русской церковью), Бремен, Вяйке-Раннавярав (Малые морские ворота, не сохранились), Хатторпетагуне, Столтинг, Толстая Маргарита, Суур-Раннавярав (Большие морские ворота), Вольфартдетагуне, Рентген (не сохранилась), Грусбекетагуне (Большой булочник), Эппинг, Платеэ, Кёйсмяэ (башня канатной горы), Липпе, Лёвеншеде, Нуннадетагуне (башня за монахинями), Кулдъялг (Златоногая), Сауна (Банная), Нунна (Монашеская), Нуннавярав (Монастырские ворота, не сохранились), Саунадетагуне (башня за банями), Сеэгитагуне (башня за богадельней), Талли (Конюшенная), Пикк-Ялг (Длинная нога), Люхике-Ялг (Короткая нога), Девичья башня или Мегеде.
Здесь находятся Таллинская ратуша, церковь Святого Николая, церковь Святого Олафа (Олевисте), церковь Святого духа, Домский собор, Доминиканский монастырь, а также православный собор Святого Александра Невского и церковь Николая Чудотворца.
Цитадель крепости — орденский замок Тоомпеа (эст. Toompea loss) XII—XIV веков, другое название Вышгород (эст. Toompea), имел башни Ландскроне (Корона страны), Стюр-ден-Керл (Отрази врага, сейчас разрушена), Пильштикер (точильщик стрел), самая высокая 48-метровая башня Пикк-Херман (Длинный Герман) (эст. Pikk Hermann), возведённая в 1360—1370 годах. Флаг на её вершине является одним из символов Эстонии. В перестроенном замке Тоомпеа расположен парламент Эстонии Рийгикогу.

#### Собор Святого Александра Невского
Церкви Таллина
Координаты: 59°26′09″ с. ш. 24°44′21″ в. д.
Православный собор Святого Александра Невского был возведён в Вышгороде в 1900 году в честь чудесного спасения императора Александра III в крушении поезда 17 октября 1888 года. Из восьми предложенных вариантов для возведения собора наилучшим местом оказалась площадь перед губернаторским дворцом (ныне здание парламента). Собор был торжественно освящён 30 апреля 1900 года, в этом событии принимал участие великий князь Владимир Александрович. По эстонскому преданию, на месте собора была могила мифического эстонского героя Калевипоэга. Власти собирались снести храм в 1924 году, в период первой независимости Эстонии, а также во время немецкой оккупации. В начале 1960-х годов собор хотели перестроить в планетарий, однако он был спасён епископом Алексеем Ридигером, будущим патриархом Московским и Всея Руси Алексием II.
Сейчас храм является кафедральным православным собором Таллина и Эстонии.

#### Церковь Святителя Николая Чудотворца (Никольская церковь)
Церковь Николая Чудотворца на улице Вене (эст. Vene «русская») была построена в 1820 году на месте более старой церкви и стала первым купольным зданием в Старом городе. Она была построена по проекту архитектора Луиджи Руска, созданному в 1807 году. Здание расположено на узком участке, имеет классические формы колонн, на боковых фасадах полуколонны. Храм имеет две четырёхгранные башни-колокольни и один главный купол. Первая православная церковь в районе современной улицы Сулевимяги, построенная новгородскими купцами, в XV веке была перенесена на улицу Вене, где позднее была построена Церковь Николая Чудотворца.

#### Домский собор
Таллинский Домский собор считается старейшей церковью столицы Эстонии. Собор был построен на месте старой деревянной церкви, первые упоминания о которой относятся к 1233 году. Через десять лет после её постройки началось строительство каменного храма. Башня Домского собора построена в стиле барокко, многочисленные часовни относятся к более поздним архитектурным стилям.
Среди похороненных в этом соборе немало знаменитых людей, таких как шведский полководец Понтус Делагарди и его жена Софья Гулленхельм, адмирал Самуил Грейг, а также известный мореплаватель Иван Фёдорович Крузенштерн.

#### Церковь Нигулисте (Св. Николая)
Координаты: 59°26′09″ с. ш. 24°44′34″ в. д.
Церковь Нигулисте (церковь Святого Николая) — лютеранская церковь-музей, расположенная в Старом городе. Этот храм, названный в честь покровителя всех мореходов Святого Николая, был основан немецкими купцами в XIII веке.

#### Церковь Олевисте (Св. Олафа)
Координаты: 59°26′29″ с. ш. 24°44′52″ в. д.
Самое высокое сооружение в средневековой Европе. Построена в готическом стиле. Первые упоминания относятся  1267 году. Высота шпиля 124 метра. Для туристов открыта смотровая площадка, откуда можно полюбоваться древним Таллином.

#### Доминиканский монастырь
Доминиканцы основали свой монастырь в Таллине в 1246 году. Наиболее заметным строением в этом типичном монастырском комплексе стала церковь Св. Катарины (Екатерины), построенная предположительно в конце XIV века. По площади ей не было равных в средневековом Нижнем городе. С первых лет существования монастыря при нём неофициально действовала школа. Монастырское здание неоднократно перестраивалось и расширялось, последний раз в XVI веке.
Роковую роль в судьбе монастыря сыграла лютеранская реформация: в 1525 году городские власти принудили монахов покинуть Ревель, а в 1531 году в заброшенной церкви вспыхнул опустошительный пожар, после которого от здания остались лишь развалины. К XX веку сохранилась лишь западная стена с двумя порталами, часть южной стены с фрагментами трёх контрфорсов, оконными проёмами и нижней частью юго-восточной башни, а также фрагменты северной стены.
Осенью 1968 года на сохранившейся отреставрированной территории монастыря был открыт филиал Таллинского городского музея с экспозицией работ средневековых камнерезов.

### Музеи
- Морской музей Эстонии
- Эстонский исторический музей
- Эстонский художественный музей
- Художественный музей Куму

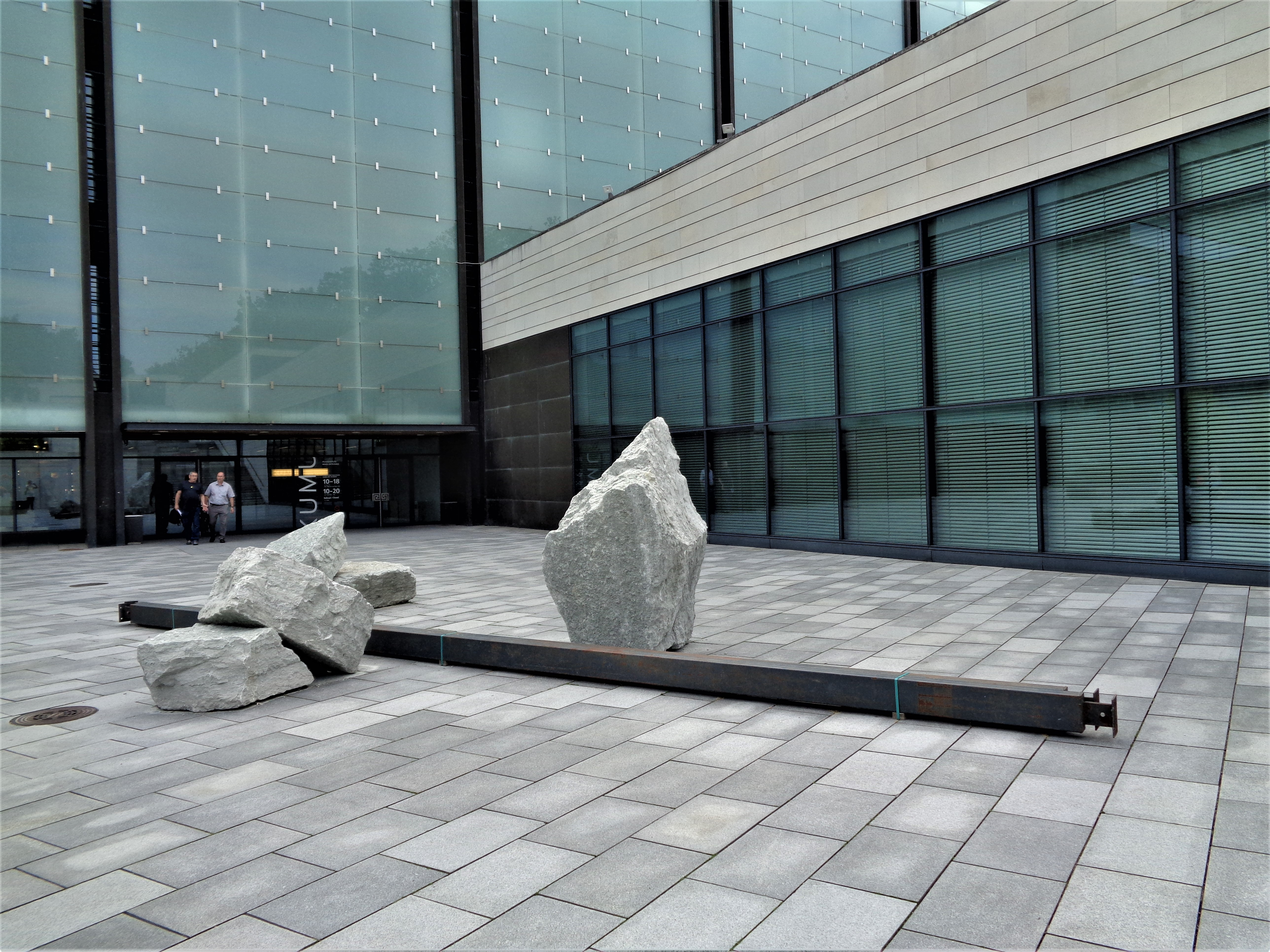
Художественный музей KUMU

- Эстонский музей под открытым небом
- Эстонский музей природы
- Музей прикладного искусства
- Музей оккупаций и свободы
- Таллинский музей рыцарских орденов
- Церковь Нигулисте
- Таллинская ратуша
- Эстонский музей пожарной охраны
- Эстонский музей современного искусства

### Кадриорг
Достопримечательности
Координаты: 59°26′19″ с. ш. 24°47′29″ в. д.
Парк Кадриорг расположен на окраине таллинской части города Кесклинн. Своё название (Екатериненталь) получил в честь супруги императора Петра I Екатерины I. Днём основания является 22 июля 1718 года. Он был основан по личному приказу Петра I во время Северной войны, после присоединения Эстляндии к Российской империи в 1710 году. В 1714 году царь приобрёл летнюю мызу под создание парка и дворца. Архитекторами строений в Кадриорге являются Никколо Микетти и его подмастерье Гаэтано Киавери. Ими и было определено расположение нового дворца, из него открывался обзор на Старый город, гавань и море. В 1720—1722 годах на строительстве парка Екатериненталь (Кадриорг) работал, сменивший Микетти, Михаил Земцов, оформивший интерьеры Екатерининского дворца. Первоначально парк был предназначен для отдыха и прогулок горожан. Сейчас он является излюбленным местом отдыха таллинцев.
Екатерининский дворец планировался как летняя резиденция императора, однако Пётр I так и не дожил до завершения его строительства. Сейчас в Кадриорге находится резиденция президента Эстонии. В бывшем Екатерининском дворце, известном ныне как Кадриоргский дворец, располагается филиал Эстонского художественного музея (живопись XVIII века). В парке находится памятник броненосцу «Русалка».

### Зоопарк
Таллинский зоопарк был открыт 25 августа 1939 года. До 1983 года зоопарк располагался на окраине парка Кадриорг, а потом был перенесён в район Хааберсти, где он находится по сей день.

### Таллинская телебашня
Координаты: 59°28′16″ с. ш. 24°53′14″ в. д.
Таллинская телебашня находится в районе Пирита, рядом с Таллинским ботаническим садом. Строительство было начато 30 сентября 1975 года к XXII летним Олимпийским играм в Москве. Закончено 11 июля 1980 года. Башня достигает в высоту 314 метров и является самым высоким сооружением Эстонии и северных стран, после рижской (рижская телебашня 368,5 метров, то есть на целых 50 метров выше).
В ясную погоду видимость достигает берегов Финляндии. На 170-м метре находится ресторан.
Доступ для посетителей был закрыт 27 ноября 2007 года из-за несоответствия правилам противопожарной безопасности. С 5 апреля 2012 года реконструированная башня вновь открыта для посетителей.

### Таллинский ботанический сад
Таллинский ботанический сад (эст. Tallinna Botaanikaaed) — крупнейший в Эстонии ботанический сад. Он находится рядом с Таллинской телебашней, в восточной части Таллина, в 10 км от центра города в микрорайоне Клоостриметса. Основан 1 декабря 1961 года как институт Академии наук, в 1995 году был муниципализирован.

### Концерты и культурные мероприятия
В Таллине проводятся многочисленные культурные мероприятия: разнообразные фестивали, выставки, спектакли, концерты классической, народной и современной музыки, и другие.
Культурные мероприятия
Фестивали:
- Tallinn Music Week,
- PÖFF (кинофестиваль «Тёмные ночи»),
- Tallinn Bearty,
- Festival Jazzkaar,
- Õllesummer Festival (фестиваль пива),
- IKIZ — Tallinn International Kizomba Festival,
- Рыбный фестиваль,
- Фестиваль Святого Бригитты,
- Таллинская неделя ресторанов и др.

Другие мероприятия:
- Дни Старого города,
- Дни средневековья,
- Дни моря,
- Дни Каламая,
- Дни Пелгулинна,
- Ярмарка народных ремёсел Mardilaat,
- Tallinn Fashion Week (Таллинская Неделя моды),
- Estonian Open (спортивное мероприятие),
- Tallinn Motor Show[87] и др.

## Памятники
Памятники
В 2023 году мэрия Таллина создала единый портал с перечнем всех памятников, монументов и мемориалов города. Ниже представлены самые известные из них.

### Памятник «Русалка»
Открыт 7 сентября 1902 года, в девятую годовщину со дня гибели броненосца «Русалка» в память его экипажа. Создан архитектором Амандусом Адамсоном.

### Памятник советским воинам-освободителям Таллина («Бронзовый солдат»)
Монумент освободителям Таллина от немецких оккупантов был открыт 22 сентября 1947 года на холме Тынисмяги в центре Таллина напротив церкви Каарли. Монумент был воздвигнут рядом с братской могилой, в которой 14 апреля 1945 года были перезахоронены 13 советских военнослужащих, павших в ходе Таллинской операции 1944 года.
В апреле 2007 года памятник был перенесён на Военное кладбище Таллина. Это событие сопровождалось массовыми волнениями в Таллине и других городах Эстонии. 3 июля вблизи нового местоположения мемориала были перезахоронены останки восьмерых из двенадцати обнаруженных при раскопках военнослужащих Советской армии.

## Театры и концертные залы
Заведения культуры

### Национальная опера «Эстония»
Национальная опера «Эстония» (эст. Rahvusooper Estonia) — театр оперы и балета в Таллине, ведущий свою историю с 1865 года. Прежнее название — Театр оперы и балета «Эстония».

### Театр «Сюдалинна»
Театр «Сюдалинна» — единственный в стране профессиональный театр, работающий на русском языке. Основан в 1948 году, прежние названия – Русский театр Эстонии (до 2025 года), до этого — Государственный русский драматический театр Эстонской ССР. За 60 лет театр поставил около 500 спектаклей, побывал на гастролях во многих городах бывшего СССР.

### Эстонский драматический театр
Эстонский драматический театр в Таллине основан в 1920 году, в 1952—1989 годах носил имя Виктора Кингисеппа.

### Театр фон Краля
Театр фон Краля (эст. Von Krahli Teater) является первым в Эстонии частным театром, основанным в период независимости после 1991 года. Здание театра, где, помимо спектаклей, проходят концерты, находится в Старом городе на улице Ратаскаэву. В 2007 году театром совместно с Вильяндиской академией культуры Тартуского университета организована актёрская школа.

### Театр Старого Баскина
Театр Старого Баскина — частный театр комедии, основанный в 2005 году актёром и режиссёром Эйно Баскиным.

### Русский молодёжный театр
Русский молодёжный театр был основан в 1989 году. В 2000 году стал частным профессиональным репертуарным театром, где наравне с профессиональными актёрами театра в спектаклях играют и учащиеся актёрской школы при театре. В репертуаре более 45 спектаклей. Театр принял участие в более чем 50 фестивалях.

### Унибет Арена
Концертный и спортивный холл «Унибет Арена»(до 2022 года «Саку Суурхалль» (эст. Saku Suurhall) открылся в 2001 году в преддверии конкурса Евровидения’2002, проходившего в нём. Здесь проходят концерты и спортивные мероприятия.

## Экономика

### В советский период
После освобождения Таллина от немецко-фашистских захватчиков в сентябре 1944 года в Таллине сохранилось около 35 % довоенных производственных мощностей. Доля таллинских предприятий в валовой промышленности Эстонии в 1947 году составляла 53,3 %. С восстановлением и развитием промышленности в других городах страны, удельный вес Таллина снижался: в 1950 году он составил 45,8 %, в 1977 году — 38,8 %. В первые послевоенные годы 65 % продукции машиностроения составляли ремонтные работы и производство металлоконструкций; пищевая и лёгкая промышленность были представлены в основном мелкими предприятиями и артелями, перерабатывавшими местное сырьё.
За три последующих десятилетия Таллин стал центром машиностроения и металлообработки, химической и пищевой промышленности Эстонской ССР. В городе также размещалось большинство предприятий промышленности строительных материалов, деревообрабатывающей, целлюлозно-бумажной, кожевенно-обувной и швейной промышленности и важнейшие судоремонтные заводы. Приборостроение, электротехническая, радиоэлектронная и химическая промышленность стали иметь общесоюзное значение. Крупнейшие предприятия советского времени: заводы «Двигатель», «Вольта», «Ильмарине», машиностроительный завод им. И. Лауристина, электротехнический завод им. М. И. Калинина, электротехнический завод имени Ханса Пегельмана, экскаваторный завод «Таллэкс», производственное объединение «Промприбор», производственное объединение «Эстремрыбфлот», ПО «Эстонбумпром», фанерно-мебельный комбинат, производственное объединение бытовой химии «Флора» и др.
- См. Список крупных предприятий Советской Эстонии

Рост промышленной продукции:
| Годы      | Рост, %   | Рост, %         | Рост, % |
| --------- | --------- | --------------- | ------- |
| Годы      | в Таллине | в Эстонской ССР | в СССР  |
| 1941—1950 | 353       | 342             | 172     |
| 1951—1960 | 293       | 336             | 303     |
| 1961—1970 | 246       | 242             | 227     |
| 1971—1978 | 153       | 159             | 166     |

Удельный вес Таллина в промышленности Эстонской ССР в 1977 году, %:
| Отрасль                                                           | Удельный вес Таллина, % | Удельный вес Таллина, %  |
| ----------------------------------------------------------------- | ----------------------- | ------------------------ |
| Отрасль                                                           | в валовой продукции     | в численности работников |
| Электроэнергетика                                                 | 3,6                     | 14,1                     |
| Химическая промышленность                                         | 78,7                    | 74,7                     |
| Машиностроение и металлообработка                                 | 63,1                    | 56,9                     |
| Лесная, деревообрабатывающая и целлюлозно-бумажная промышленность | 34,4                    | 27,8                     |
| Промышленность строительных материалов                            | 37,9                    | 35,4                     |
| Лёгкая промышленность                                             | 33,9                    | 39,8                     |
| Пищевая промышленность                                            | 41,4                    | 40,7                     |
| Полиграфическая промышленность                                    | 75,6                    | 67,9                     |
| Прочие отрасли промышленности                                     | 59,9                    | 67,7                     |
| ВСЕГО                                                             | 38,8                    | 41,5                     |

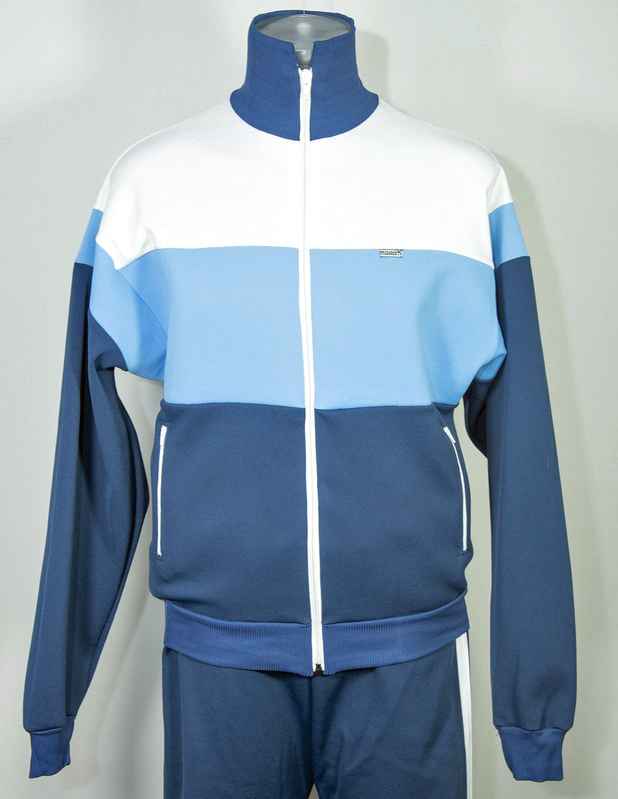
Спортивный костюм, фабрика «Марат», 1970-е годы

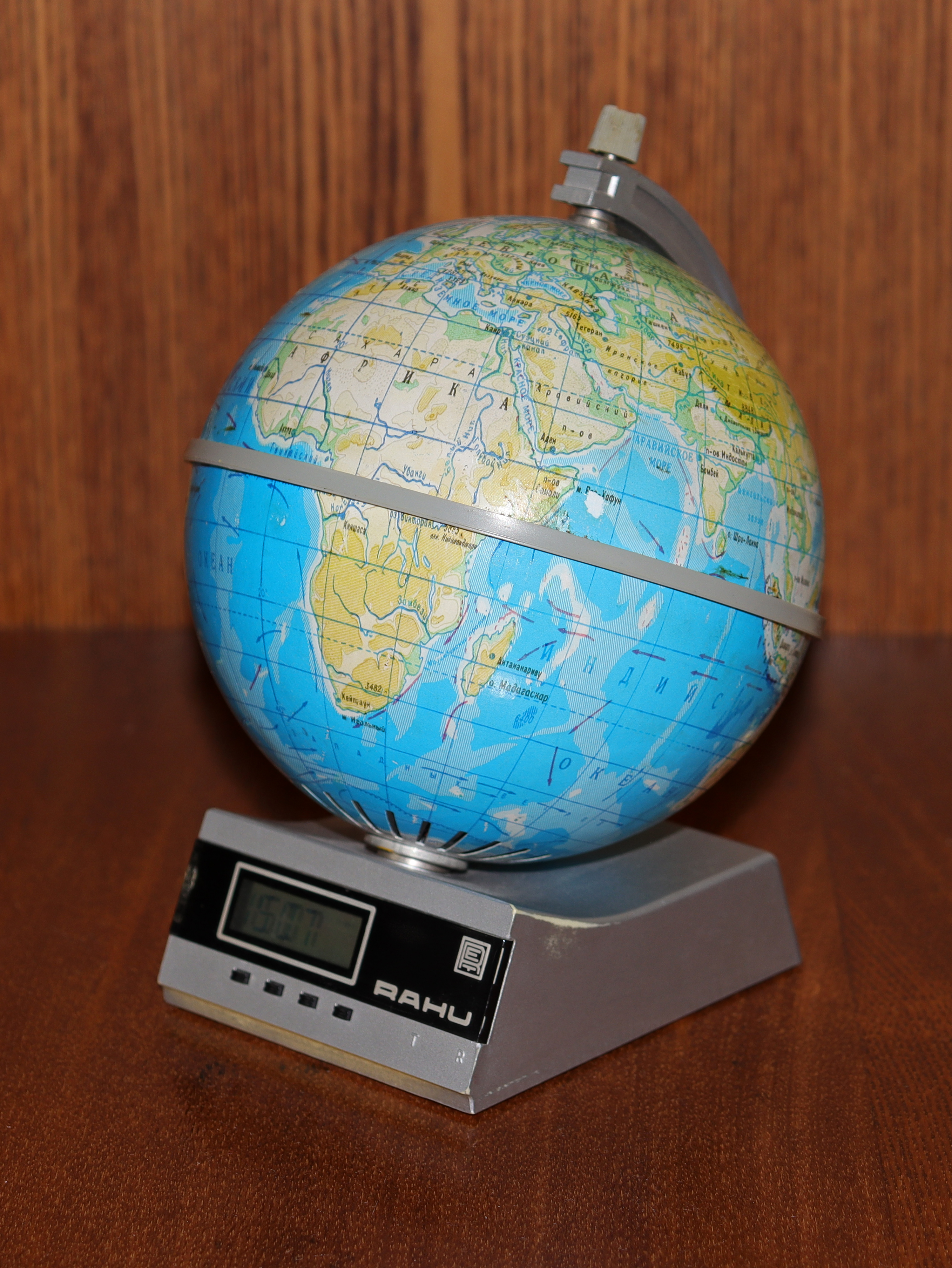
Сувенирные часы-глобус, завод «Пунане РЭТ», 1980-е годы

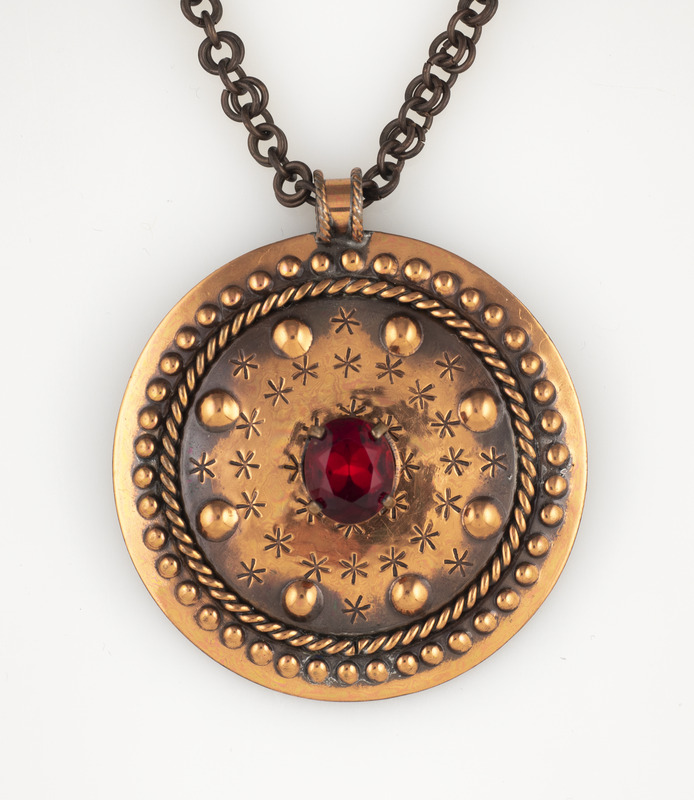
Цепочка с кулоном, «Уку», 1977 год

Основные виды продукции, выпущенной в Таллине в 1970-х годах:
| Вид продукции / год                                      | 1970   | 1975   | 1978   |
| -------------------------------------------------------- | ------ | ------ | ------ |
| Теплоэнергия, тыс. Гкал                                  | 1351   | 1816   | 2338   |
| Электродвигатели мощностью до 100 кВт, тыс. шт           | 294,3  | 318,7  | 313,3  |
| Трансформаторы силовые, тыс. кВт                         | 1254   | 2075   | 2450*  |
| Преобразователи тока, тыс. кВт                           | 6244   | 3489   | 3453*  |
| Нефтеаппаратура, тонн                                    | 10829  | 22052  | 26500  |
| Экскаваторы, шт                                          | 1680   | 2025   | 2226   |
| Установочный провод, тыс. км                             | 46,2   | 49,9   | 50,8   |
| Минеральные удобрения, тыс. тонн                         | 977,0  | 1070,2 | 808,5  |
| Товары бытовой химии, тыс. руб.                          | 13367  | 17570  | 20164  |
| Целлюлоза, тыс. тонн                                     | 66,1   | 54,0   | 55,1   |
| Фанера клееная, тыс. м³                                  | 32,6   | 36,4   | 34,5   |
| Мебель, млн. руб.                                        | 19,5   | 29,3   | 33,0*  |
| Лыжи, тыс. пар                                           | 160,0  | 201,7  | 213,4* |
| Кирпич, млн. шт                                          | 288,8  | 266,9  | 254,7  |
| Сборные железобетонные конструкции и детали, тыс. м³     | 187,8  | 197,9  | 190,8  |
| Керамические плитки для полов, тыс. м²                   | 265,5  | 275,4  | 286,8  |
| Бельевой трикотаж, млн. шт                               | 13,7   | 10,9   | 12,0   |
| Верхний трикотаж, млн. шт                                | 3,9    | 4,7    | 4,6    |
| Суровые хлопчатобумажные ткани, тыс. м                   | 48240  | 50763  | 51127* |
| Шерстяные ткани, тыс. м²                                 | 1920,2 | 2889,0 | 2761,0 |
| Цельномолочные продукты в пересчёте на молоко, тыс. тонн | 97,5   | 129,6  | 133,0  |
| Рыбные консервы, млн. усл. банок                         | 28,7   | 55,9   | 51,6   |
| Мясо, тыс. тонн                                          | 22,2   | 32,0   | 35,0   |
| Колбасные изделия, тыс. тонн                             | 10,7   | 13,6   | 14,8   |
| Хлебобулочные изделия, тыс. тонн                         | 39,0   | 37,0   | 40,9   |
| Кондитерские изделия, тыс. тонн                          | 34,3   | 37,3   | 38,4   |

* 1977 год
Морской торговый порт Таллина в 1880-х годах по грузообороту занимал в России 3-е место после Петербурга и Одессы. В советское время он был одним из крупнейших портов СССР. В 1967 году порт был открыт и для зарубежных торговых судов. В 1979 году грузооборот порта составил свыше 4,4 млн тонн, его посетили 1694 судна (в 1950 — 621). В 1965 году открылось морское пассажирское сообщение с Хельсинки, в 1973 году со Стокгольмом. В городе размещалась база рефрижераторного и тралового флотов СССР.
|                       | 1960 | 1965  | 1970  | 1975  | 1980  | 1985  | 1986  | 1987  | 1988  |
| --------------------- | ---- | ----- | ----- | ----- | ----- | ----- | ----- | ----- | ----- |
| Тыс. м² общей площади | 125  | ↗ 190 | ↗ 265 | ↘ 246 | ↗ 249 | ↗ 270 | ↘ 242 | ↗ 247 | ↘ 169 |

### После восстановления независимости Эстонии
Предприятия и компании
Современный Таллин — крупнейший промышленный, деловой, финансовый, туристический и транспортный центр Эстонии. Здесь сосредоточены головные офисы и основные предприятия большинства ведущих фирм страны и филиалов иностранных компаний Ericsson, Tallinna Sadam, Norma, Swedbank (бывший Hansapank), Tallink, BLRT Grupp, Estonian Air, ABB, Wise, Bolt, Elion, Ekspress Grupp, Baltika Group и т. д.
Tallink — судоходный концерн, который после покупки в 2006 году финской Silja Line стал крупнейшим в регионе Балтийского моря. Занимается пассажирскими и грузоперевозками на Балтийском море (в основном между Эстонией, Финляндией и Швецией). Владеет тремя отелями в Таллине (Tallink City, Tallink Spa&Conference и Tallink Express) и отелем Tallink Hotel в Риге. Число работников на конец 2021 года — 4785 человек.
BLRT Grupp — машиностроительный концерн с центром в Таллине, имеющий дочерние компании в Литве, Латвии, России, Украине, Финляндии, Польше и Норвегии. Численность работников — около 4000 человек.
Baltika Group — швейный концерн с центром в Таллине. Оперирует тремя торговыми марками: Monton, Baltman и Ivo Nikkolo. Имеет представительства в Латвии, Литве, Украине и Польше. Производство в Эстонии и сотрудничество с российским партнёром по франчайзингу были прекращены в 2019 году.
Norma — завод по производству средств безопасности для автомобилей, 952 работника на конец 2021 года. Входит в состав корпорации AutoLIV. 98 % продукции идёт на экспорт, в основном в Швецию (58 %) и в Россию (30 %). Norma — основной поставщик ремней безопасности для российского «АвтоВАЗа».
Microsoft Development Center Estonia OÜ (бывший Skype Technologies OÜ) — таллинский филиал международной компании Skype, прославившейся популярной программой интернет-телефонии. По состоянию на 31.12.2021 численность работников составляла 393 человека.
Динамика валового регионального продукта (ВРП) Таллина в 1999—2023 годах:
| Год  | ВРП Таллина, млн евро | в % к ВВП Эстонии | ВРП на душу населения, евро | в % от душевого ВВП |
| ---- | --------------------- | ----------------- | --------------------------- | ------------------- |
| 1999 | 2604,28               | 48,2              | 6458,37                     | 166,1               |
| 2000 | ↗ 2977,47             | → 48,2            | ↗ 7420,67                   | ↗ 168,0             |
| 2001 | ↗ 3427,19             | ↗ 49,1            | ↗ 8604,77                   | ↗ 171,0             |
| 2002 | ↗ 3912,20             | ↗ 50,0            | ↗ 9885,03                   | ↗ 174,3             |
| 2003 | ↗ 4387,16             | ↗ 50,2            | ↗ 11059,69                  | ↘ 173,4             |
| 2004 | ↗ 4956,79             | ↗ 50,7            | ↗ 12410,43                  | ↘ 172,9             |
| 2005 | ↗ 5634,17             | ↘ 49,7            | ↗ 14105,18                  | ↘ 168,5             |
| 2006 | ↗ 6841,99             | ↗ 50,4            | ↗ 17209,31                  | ↗ 170,8             |
| 2007 | ↗ 8038,63             | ↘ 49,0            | ↗ 20259,40                  | ↘ 165,6             |
| 2008 | ↗ 8079,48             | ↘ 48,6            | ↗ 20346,21                  | ↘ 163,7             |
| 2009 | ↘ 7226,02             | ↗ 51,1            | ↘ 18158,12                  | ↗ 171,5             |
| 2010 | ↗ 7247,51             | ↘ 49,2            | ↘ 18127,38                  | ↘ 163,7             |
| 2011 | ↗ 8433,90             | ↗ 50,6            | ↗ 20954,25                  | ↗ 166,8             |

| Год  | ВРП Таллина, млн евро | в % к ВВП Эстонии | ВРП на душу населения, евро | в % от душевого ВВП |
| ---- | --------------------- | ----------------- | --------------------------- | ------------------- |
| 2012 | ↗ 9255,09             | ↗ 51,7            | ↗ 22854,34                  | ↗ 168,7             |
| 2013 | ↗ 10069,02            | ↗ 53,2            | ↗ 24645,09                  | ↗ 171,8             |
| 2014 | ↗ 10860,68            | ↗54,2             | ↗ 26333,84                  | ↗ 172,7             |
| 2015 | ↗ 11219,47            | ↗ 54,4            | ↗ 26786,25                  | ↘ 170,7             |
| 2016 | ↗ 11891,86            | ↗ 54,7            | ↗ 27953,09                  | ↘ 169,1             |
| 2017 | ↗ 13024,90            | ↘ 54,6            | ↗ 30355,06                  | ↘ 167,8             |
| 2018 | ↗ 13877,76            | ↘ 53,8            | ↗ 32039,88                  | ↘ 164,1             |
| 2019 | ↗ 15030,12            | ↗ 54,2            | ↗ 34420,42                  | ↗ 164,7             |
| 2020 | ↘ 14732,02            | ↗ 54,9            | ↘ 33563,88                  | ↗ 166,3             |
| 2021 | ↗ 15182,59            | ↘ 48,3            | ↘ 34781,21                  | ↘ 147,2             |
| 2022 | ↗ 17916,34            | ↗ 49,2            | ↗ 40185,77                  | ↗ 148,7             |
| 2023 | ↗ 19102,23            | ↗ 50,0            | ↗ 41916,67                  | ↗ 150,4             |
| 2024 |                       |                   |                             |                     |

### Туризм
Развитию туризма способствует постоянно развивающаяся сеть гостиниц. К числу крупнейших гостиниц города относятся:
- Swissôtel Tallinn;
- Radisson Blu Sky Hotel;
- Radisson Blu Hotel Olümpia;
- Scandic Palace;
- Sokos Hotel Viru;
- Nordic Hotel Forum;
- Hilton Tallinn Park[111].

### Магазины Таллина
В Таллине функционирует множество расположенных как в центре города, так и в других его районах крупных торговых центров, таких как Nautica keskus, Дом торговли, Stockmann, Viru Keskus, Ülemiste Keskus, Rocca al Mare Keskus, Järve Keskus, Kadaka Keskus, Lasnamäe Centrum, Magistrali Keskus, Mustika Keskus, Mustamäe Keskus и другие.
Работает несколько десятков продуктовых супермаркетов и мини-маркетов таких торговых сетей, как «Coop», «Lidl», «Maxima», «Rimi» и «Selver».

## Спорт
Спортивные арены
В городе базируются наиболее известные эстонские футбольные коллективы, регулярно выступающие в Премиум Лиге Эстонии и еврокубках «Флора», «ФКИ Левадия», «Нымме Калью».
В Таллине расположен центральный офис спортивного общества «Калев». Баскетбольный клуб «Калев» был последним чемпионом СССР в 1991 году.

## Здравоохранение
Являясь столицей и крупнейшим городом Эстонии, Таллин сосредотачивает значительную часть медицинской инфраструктуры республики. По данным на конец 2008 года, в городе работало 9 больничных учреждений с 2765 койками (в 1940 году было 13 больниц на 2,2 тысяч коек, в 1975 году — 22 больницы на 5 тысяч коек, в 1983 году — 27 на 6,4 тысячи коек). Из них 5 больниц со 143 койками являются частными.
В 2008 году в городе насчитывалось 1928 врачей, 496 зубных врачей, 3807 человек среднего медицинского персонала (в 1940 году было 410 врачей, в 1975 году — 2,3 тыс врачей).

## Кладбища
- Метсакальмисту (Лесное кладбище)
- Военное кладбище Таллина
- Кладбище Лийва

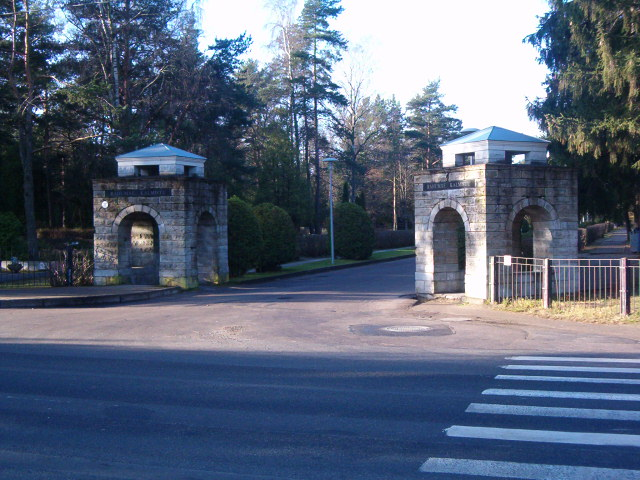
Центральный вход на кладбище Рахумяэ

- Кладбище Рахумяэ, включая Еврейское кладбище Таллина
- Кладбище Сиселинна
  - Александро-Невское кладбище
  - Кладбище Вана-Каарли
- Кладбище Пярнамяэ
- Кладбище Пирита
- Кладбище Хийу-Раху
- Кладбище Копли

## Средства массовой информации

### Телевидение
Телеканалы на эстонском языке:
- ETV — общественно-правовой государственный телеканал.
- ETV2 — общественно-правовой государственный телеканал.
- Entusiast TV
- ETV+
- FX
- FX LIFE
- Kanal 2
- TV3
- TV3 Life
- TV6
- DUO 3 Eesti
- DUO 4
- DUO 5
- DUO 6 Eesti
- Inspira
- Kanal 7
- EESTI KANAL
- MyHits

Телеканалы на русском языке:
- ETV+ — общественно-правовой государственный телеканал на русском языке[112]:
- Continent
- Kanal 7
- Kanal 7 +
- Kino 7
- Orsent
- TV3+ EE
- TVN
- Viasat Kino World

## Образование
Образование

### Высшее образование
В Таллине работают 2 университета и несколько других высших учебных заведений.
- Таллинский технический университет
- Таллинский университет
- Таллинская высшая техническая школа (Tallinna Tehnikakõrgkool)
- Таллинская экономическая школа (Tallinna Majanduskool)
- Таллинская высшая школа здравоохранения (Tallinna Tervishoiu Kõrgkool)
- Таллинская школа обслуживания (Tallinna Teeninduskool)
- Эстонская школа бизнеса (Estonian Business School)
- Эстонская академия музыки и театра
- Эстонская академия художеств
- Эстонская морская академия
- Эстонская академия внутренней безопасности МВД Эстонии (Eesti Sisekaitseakadeemia)
- Эстонский университет предпринимательства Майнор (Eesti Ettevõtluskõrgkool Mainor)
- Эстоно-Американская бизнес-академия (Estonian-American Business Academy, закрыта в 2013 году)
- Евроакадемия (Euroakadeemia, закрыта в 2020 году)
- Академия Норд (Akadeemia Nord, один из первых частных вузов Эстонии, закрыт в 2010 году)

### Профессионально-техническое и среднее специальное образование
В Таллине действует несколько колледжей, техникумов, училищ и других средних специальных и профессиональных учебных заведений, готовящих кадры для различных отраслей промышленности и сферы обслуживания.

### Среднее образование
Старейшей школой Таллина и Эстонии является открытая в 1631 году Ревельская губернская гимназия, в настоящее время носящая имя короля Швеции Густава Адольфа (Гимназия Густава Адольфа).
В настоящее время в Таллине действуют 82 общеобразовательных школы с полным средним (62 школы), основным (16) и начальным (4) уровнем обучения. Из них 51 школа с эстонским языком обучения, 24 школы с русским языком обучения, 5 школ с двойным эстонским и русским языками обучения, 1 школа с английским, и 1 школа с финским языком обучения. Правительство Эстонии проводит политику постепенной замены в муниципальных средних школах русского языка обучения на эстонский.
| Эст. яз.                 | Рус. яз. | Эст. / рус. яз. | Англ. яз. | Фин. яз. |
| ------------------------ | -------- | --------------- | --------- | -------- |
| Средние школы (гимназии) |          |                 |           |          |
| 36                       | 21       | 4               | 1         | —        |
| Основные школы           |          |                 |           |          |
| 13                       | 2        | —               | —         | 1        |
| Начальные школы          |          |                 |           |          |
| 2                        | —        | 2               | —         | —        |

Из 82 школ Таллина 66 школ находятся в муниципальной собственности города, 2 школы в собственности государства, 13 школ в эстонской частной собственности, 1 школа в иностранной частной собственности.
Некоторые школы Таллина:
- Гимназия Густава Адольфа (эст. Gustav Adolfi Gümnaasium, бывшая школа № 1, язык обучения: эстонский);
- Таллинская Кесклиннаская русская гимназия (эст. Tallinna Kesklinna Vene Gümnaasium, бывшая школа № 6, язык обучения: русский);
- Гимназия Паэкааре (эст. Paekaare Gümnaasium, бывшая школа № 11, язык обучения: русский);
- Таллинская еврейская школа (языки обучения: русский и эстонский);
- Таллинская 53-я средняя школа (язык обучения: русский);
- Таллинский английский колледж (язык обучения: эстонский).

## Транспорт

### Городской транспорт
Городской транспорт
За организацию общественного транспорта в Таллине отвечает Департамент транспорта (эст. Tallinna Transpordiamet). В городе действуют системы автобусного сообщения (74 маршрута) и трамвайного (5 маршрутов), соединяющие все части города и близлежащие окрестности. Помимо этого есть сезонные водные маршруты, соединяющие Рыбную гавань с островами Аэгна и Найссаар (они имеют расценки билетов, отличные от расценок других транспортных средств). Как вид городского транспорта Таллина можно рассматривать междугородние и пригородные электропоезда компании «Elron», соединяющие некоторые районы и окрестности города.
До 2013 года оплата производилась с помощью предоплаченных билетов, которые можно было купить в киосках или у водителя (дороже), талоны затем должны были быть прокомпостированы при входе в транспорт. Начиная с 2004 года владельцы эстонской ID-карточки также смогли приобретать электронный билет, используя интернет, телефон, банкоматы или за наличные деньги.
С 1 января 2013 года городской общественный транспорт Таллина стал бесплатным для всех зарегистрированных жителей города, а также учащихся в возрасте до 19 лет (включительно) — жителей Эстонии. Право бесплатного проезда также предоставлено детям дошкольного возраста и пассажирам, сопровождающим детей до 3 лет, учащимся до 19-летнего возраста независимо от места их жительства и сохранено за всеми группами льготников, имевших такое право ранее. Также с 1 января 2013 года отменены бумажные проездные билеты и введены бесконтактные пластиковые карты, которые необходимо регистрировать при входе в транспорт через особые регистраторы (валидаторы). При отсутствии карты можно оплатить проезд бесконтактной банковской картой.

#### Автобусы
В городе действует 74 автобусных маршрута, в том числе 6 ночных маршрутов. Линии обслуживаются муниципальной компанией TLT (Tallinna Linnatransport, «Таллинский городской транспорт»), которая использует автобусы Volvo, MAN и SOLARIS. До февраля 2019 года 11 маршрутов обслуживались частной компанией MRP Linna Liinid. Пригородные автобусы нескольких частных компаний отправляются от Балтийского вокзала и бульвара Рявала напротив театра «Эстония». Автобусы дальних внутриэстонских и международных линий — от автовокзала.

#### Бесплатный автобус
В 2009 году сеть магазинов Prisma запустила бесплатную автобусную линию по маршруту: торговый центр «Рокка-аль-Маре» — торговый центр «Кристийне» — портовый терминал «D» — портовый терминал «А». Он рассчитан на туристов, прибывающих морским транспортом.

#### Трамваи
В Таллине действуют пять маршрутов трамвая.
Маршруты:
- № 1 Kopli — Kadriorg связывает промышленный микрорайон Копли (Пыхья-Таллин), расположенный на одноимённом полуострове на севере города, с жилым микрорайоном Кадриорг (Кесклинн). Первый маршрут является исторически первым маршрутом таллинского трамвая;
- № 2 Kopli — Suur-Paala связывает микрорайон Копли (Пыхья-Таллин) с Юлемисте, южной частью района Ласнамяэ, самого большого района Таллина;
- № 3 Tondi — Kadriorg связывает микрорайон Китсекюла (Кесклинн) с микрорайоном Кадриорг (Кесклинн);
- № 4 Tondi — Lennujaam связывает микрорайон Китсекюла (Кесклинн) с аэропортом.
- № 5 Kopli — Vana-Lõuna, связывает микрорайон Тонди (Кристийне) с микрорайоном Копли (Пыхья-Таллин).

Во время ремонтных работ на Тартуском шоссе вместо маршрутов № 2 и № 4 использовался маршрут № 6 Kopli — Tondi.
Идёт строительство ветки в пассажирский порт, связывая его с центром города и районом Копли; по существующим планам, по ней будет перенаправлен маршрут №2.

#### Троллейбусы
Таллинская троллейбусная система прекратила свою работу 1 ноября 2024 года.
Отменённые маршруты:
- № 1 Мустамяэ (Мустамяэ) — Каубамая (Кесклинн). С 1 ноября 2024 года заменён на автобусную линию № 81;
- № 2 Мустамяэ (Мустамяэ) — Театр «Эстония» (Кесклинн). С 1 декабря 2012 года заменён на автобусные линии № 24 и 24А;
- № 3 Мустамяэ (Мустамяэ) — Каубамая (Кесклинн; по бульвару Сыпрузе). С 1 ноября 2024 года заменён на автобусную линию №83;
- № 4 Кескусе (Мустамяэ) — Балтийский вокзал (Кесклинн). С 1 ноября 2024 года заменён на автобусную линию № 84;
- № 5 Мустамяэ (Мустамяэ) — Балтийский вокзал (Кесклинн). С 1 ноября 2024 года заменён на автобусную линию № 85;
- № 6 Вяйке-Ыйсмяэ (Хааберсти) — Каубамая (Кесклинн). С 1 января 2016 года заменён на автобусную линию № 42;
- № 7 Вяйке-Ыйсмяэ (Хааберсти) — Балтийский вокзал (Кесклинн). С 1 января 2016 года заменён на автобусную линию № 43;
- № 8 Вяйке-Ыйсмяэ (Хааберсти) — Вабадусе вяльяк (Кесклинн). С 1 апреля 2000 года заменён на автобусную линию № 22;
- № 9 Кескусе (Мустамяэ) — Копли (Пыхья-Таллин). С 2 мая 2017 года заменён на автобусную линию № 72.

| Показатели                        | 1980 | 1985 | 1990 | 1995 | 2000 | 2005 | 2006 | 2007 | 2008 | 2009 |
| --------------------------------- | ---- | ---- | ---- | ---- | ---- | ---- | ---- | ---- | ---- | ---- |
| Эксплуатационная длина, км        | 61,9 | 66,0 | 77,8 | 79,5 | 76,1 | 76,5 | 76,5 | 76,5 | 76,5 | —    |
| Число троллейбусов в эксплуатации | 151  | 194  | 211  | 152  | 137  | 125  | 123  | 121  | 120  | 119  |
| Перевезено пассажиров, млн чел.   | 61,3 | 84,8 | 90,2 | 31,5 | 45,1 | 32,5 | 33,9 | 34,0 | 32,6 | 32,6 |

### Междугородное и международное автобусное сообщение
Автобусные компании Lux Express Group (торговые марки Lux Express, Simple Express), ПТК, Ecolines, Baltic Shuttle и SEBE осуществляют регулярные рейсы между Санкт-Петербургом и Таллином. Автобусы прибывают на Таллинский центральный автовокзал (Bussijaam), который находится в пешеходной доступности от центра города. Также с автовокзала отправляются рейсы компаний Lux Express Group и Ecolines в Киев, Ригу и Вильнюс.

### Воздушное сообщение
Таллинский аэропорт
Таллинский аэропорт имени Леннарта Мери находится примерно в 4 километрах от центра города. Терминал аэропорта, здание которого было перестроено и значительно расширено в 2008 году, отвечает всем международным стандартам и удобен для пассажиров.
Такие авиакомпании, как Nordica, Ryanair, Czech Airlines, EasyJet, Finnair, KLM, LOT, Lufthansa, Norwegian Air Shuttle, airBaltic, SAS связывают Таллин с европейскими городами, такими как Амстердам, Берлин, Брюссель, Копенгаген, Лондон, Москва, Киев, Прага, Варшава, Стокгольм, Хельсинки, Осло, Рига, Вильнюс, Барселона, Милан, Гётеборг и др. Постоянные полёты в Курессааре и Кярдла осуществляются авиакомпанией Transaviabaltika.

### Железная дорога
Железнодорожный транспорт
Несколько лет компания «Edelaraudtee» — часть компании «Eesti Raudtee» — осуществляла пассажирские перевозки на дизельных поездах между городами Таллин, Тарту, Валга, Тюри, Вильянди, Тапа, Нарва, Рапла, Выхма, Элва, Пылва, Йыгева, Тамсалу, Раквере, Кивиыли, Пюсси, Йыхви, Пярну, Кехра, Кохтла-Ярве (Оруская часть), Синди. В 1998 году новообразованная компания «Elektriraudtee» отделилась от «Edelaraudtee», взяв на себя пассажирские линии на электрифицированных линиях (то есть на линиях электрички), с 2013 года компания носит имя «Elron» (AS Eesti Liinirongid), а с 1 января 2014 года взяла на себя все пассажирские перевозки в пределах Эстонии. Компания «Edelaraudtee» была закрыта. Абсолютно весь состав электрифицированных поездов был заменён, а пассажирские платформы перестроены под т. н. европейский стандарт. Электропоезда ходят с Балтийского вокзала, находящегося в районе Пыхья-Таллин, до конечных пунктов:
- в западном направлении: Pääsküla (маршрут до этой станции полностью располагается в пределах города), Keila, Paldiski, Kloogaranna, Turba;
- в восточном направлении: Aegviidu.

В пределах города проезд бесплатен для всех зарегистрированных жителей города. Для подтверждения права на бесплатный проезд требуется иметь при себе бесконтактную пластиковую проездную карточку (ту же самую, которую используют в общественном городском транспорте) и валидировать её (как в автобусе) в билетном автомате.
GoRail — бывший EVR Ekspress — является железнодорожным перевозчиком на направлениях Таллин — Москва и Таллин — Санкт-Петербург. C сентября 2008 года поезда в Санкт-Петербург не ходили, маршрут возобновлён 27 мая 2012 года. Ныне этот вид деятельности прекращён. Поезд в Москву и Санкт-Петербург обслуживают Российские железные дороги.
Мэрия Таллина вместе с мэрией Хельсинки инициировала проект сооружения подводного железнодорожного тоннеля между Таллином и Хельсинки. Предположительно, длина тоннеля составит 60—80 км. На строительство тоннеля потребуется от 1 млрд до нескольких миллиардов евро. Ориентировочный срок строительства — 10—15 лет.
В 2011 году РЖД совместно с эстонскими властями начали обсуждение совместного проекта по созданию скоростного железнодорожного сообщения между Таллином и Санкт-Петербургом. Согласно проекту в 2013 году на этом маршруте должен был быть запущен скоростной поезд, который преодолевал бы это расстояние за 4 часа.

### Паромное сообщение
Морской транспорт
Операторы паромного сообщения Viking Line, Linda Line Express, Tallink Silja, Eckerö Line и St. Peter Line соединяют Таллин с
- Хельсинки (Финляндия),
- Стокгольмом (Швеция),
- Аландскими островами (Финляндия),
- Ростоком (Германия),
- Санкт-Петербургом (Россия).

Самая популярная пассажирская линия соединяет Таллин с Хельсинки (80 километров). Путешествие занимает от 90 минут (на скоростном пароме) до 3,5 часов (на обычном). Поездки из Хельсинки в Таллин настолько распространены, что даже породили особый термин — Тальсинки. В Таллинский порт заходят многочисленные круизные корабли со всего мира, пассажиры которых совершают экскурсии по городу.

### Автомобильные парковки
Ситуация с парковкой автомобилей в Таллине довольно напряжённая. Самыми популярными местами для размещения автомобилей являются паркинги у гостиниц и торговых центров, а также платные стоянки.
Центральные улицы города относятся к одной из зон городской платной парковки:
- Ваналинн (Vanalinn) — Старый город; зона платная 24 часа в сутки 7 дней в неделю;
- Сюдалинн (Südalinn) — зона, прилегающая к Старому городу; платная 24 часа в сутки 7 дней в неделю;
- Кесклинн (Kesklinn) — городской центр; в будни парковка платная с 7.00 до 19.00, в субботу с 08.00 до 15.00, в воскресенье и государственные праздники плата за парковку не взимается;
- Пирита (Pirita) — пляжная зона города. В платном режиме стоянка работает в период с 15 мая по 15 сентября с 10.00 до 22.00.

Оплатить парковку в этих зонах можно через специализированные платёжные аппараты, через мобильный телефон с помощью СМС или специального приложения, а также покупкой парковочного разрешения на определённый период. Стоимость парковки соответствует определённой зоне и указана на дорожном знаке (в €/час). Штраф за нарушение правил платной парковки обычно составляет 31 евро.

## Климат
- Среднегодовая температура: +6,3 °C.
- Среднегодовая скорость ветра: 4,1 м/с.
- Среднегодовая относительная влажность воздуха: 80 %.

| Показатель                      | Янв.  | Фев. | Март  | Апр.  | Май  | Июнь | Июль | Авг. | Сен. | Окт.  | Нояб. | Дек.  | Год   |
| ------------------------------- | ----- | ---- | ----- | ----- | ---- | ---- | ---- | ---- | ---- | ----- | ----- | ----- | ----- |
| Абсолютный максимум, °C         | 9,2   | 10,2 | 17,1  | 27,2  | 31,4 | 32,6 | 34,3 | 33,9 | 28,5 | 21,8  | 13,7  | 11,6  | 34,3  |
| Средний суточный максимум, °C   | −0,6  | −0,9 | 3,0   | 9,7   | 15,6 | 19,4 | 22,4 | 21,2 | 16,2 | 9,5   | 4,2   | 1,3   | 10,1  |
| Средняя температура, °C         | −3    | −3,6 | −0,6  | 4,8   | 10,2 | 14,5 | 17,6 | 16,5 | 12,0 | 6,5   | 2,0   | −0,9  | 6,3   |
| Средний суточный минимум, °C    | −5,5  | −6,4 | −3,8  | 0,7   | 5,2  | 9,8  | 13,1 | 12,2 | 8,3  | 3,6   | −0,2  | −3,2  | 2,8   |
| Абсолютный минимум, °C          | −31,4 | −31  | −25,5 | −17,2 | −5   | 0,0  | 4,0  | 2,2  | −6,1 | −10,5 | −21,3 | −32,2 | −32,2 |
| Норма осадков, мм               | 54    | 39   | 36    | 34    | 38   | 68   | 78   | 84   | 57   | 74    | 61    | 57    | 680   |
| Температура воды, °C            | 1,0   | 0,5  | 0,6   | 2,3   | 6,5  | 11,8 | 16,2 | 16,7 | 13,0 | 9,5   | 6,0   | 2,8   | 7,3   |
| Источник: Погода и климат ЕСИМО |       |      |       |       |      |      |      |      |      |       |       |       |       |

| Максимальная и минимальная среднемесячная температура | Максимальная и минимальная среднемесячная температура | Максимальная и минимальная среднемесячная температура | Максимальная и минимальная среднемесячная температура | Максимальная и минимальная среднемесячная температура | Максимальная и минимальная среднемесячная температура | Максимальная и минимальная среднемесячная температура | Максимальная и минимальная среднемесячная температура | Максимальная и минимальная среднемесячная температура | Максимальная и минимальная среднемесячная температура | Максимальная и минимальная среднемесячная температура | Максимальная и минимальная среднемесячная температура | Максимальная и минимальная среднемесячная температура |
| Месяц                                                 | Янв                                                   | Фев                                                   | Мар                                                   | Апр                                                   | Май                                                   | Июн                                                   | Июл                                                   | Авг                                                   | Сен                                                   | Окт                                                   | Ноя                                                   | Дек                                                   |
| Самый тёплый, °C                                      | 1,0                                                   | 2,3                                                   | 2,9                                                   | 6,5                                                   | 12,6                                                  | 18,2                                                  | 21,5                                                  | 19,6                                                  | 14,4                                                  | 9,1                                                   | 5,1                                                   | 5,7                                                   |
| Самый холодный, °C                                    | −15,6                                                 | −14,3                                                 | −10,0                                                 | −0,7                                                  | 6,6                                                   | 11,3                                                  | 14,1                                                  | 13,2                                                  | 8,0                                                   | 1,3                                                   | −3,1                                                  | −9,6                                                  |
| ----------------------------------------------------- | ----------------------------------------------------- | ----------------------------------------------------- | ----------------------------------------------------- | ----------------------------------------------------- | ----------------------------------------------------- | ----------------------------------------------------- | ----------------------------------------------------- | ----------------------------------------------------- | ----------------------------------------------------- | ----------------------------------------------------- | ----------------------------------------------------- | ----------------------------------------------------- |

## Города-побратимы
- Аннаполис, Мэриленд, США (1993)[134]
- Вена, Австрия
- Венеция, Италия
- Вильнюс, Литва
- Гент, Бельгия
- Гронинген, Нидерланды
- Дартфорд, Великобритания
- Каркассон, Франция[135]
- Киев, Украина[136]
- Киль, Германия (1986)[137]
- Котка, Финляндия[138]
- Лос-Гатос, Калифорния, США
- Мальмё, Швеция
- Ньюкасл-апон-Тайн, Великобритания
- Одесса, Украина (1997)[139]
- Пекин, Китай[140]
- Рига, Латвия[135]
- Стокгольм, Швеция
- Торонто, Канада
- Турку, Финляндия
- Флоренция, Италия
- Ханчжоу, Китай (2009)[141]
- Хельсинки, Финляндия
- Шверин, Германия

#### Бывшие города-побратимы
3 марта 2022 года из-за вторжения России на Украину Таллин приостановил сотрудничество со следующими российскими городами:
- Москва, Россия
- Санкт-Петербург, Россия

## Почётные звания и награды города
Согласно документам Таллинского городского архива, в 1853 году было присвоено звание «Почётный гражданин города» Владимиру Григорьевичу Паткулю, русскому генералу от инфантерии, коменданту Ревеля. В число почётных граждан города, получивших это звание с 1853 года до 1940 года, также входят:
- 1865 — Бунге, Фёдор Андреевич, юрист и историк, исследователь права Прибалтики;
- 1899 — Витте, Сергей Юльевич, русский государственный деятель;
- 1912 — Григорович, Иван Константинович, адмирал, морской министр Российской империи;
- 1921 — Гувер, Герберт, 31-й президент США;
- 1929 — Густав V, король Швеции
- 1935 — Пятс, Константин Яковлевич, первый президент Эстонии.

В 1972 году Таллинский городской совет депутатов трудящихся учредил звание «Почётный гражданин города Таллина». В числе почётных граждан Таллина, получивших это звание в советское время:
- 1973 — Пэрн, Лембит Абрамович, генерал-лейтенант, участник боёв за освобождение Эстонии от немецких оккупантов, командир 41-го гвардейского Эстонского Таллинского стрелкового корпуса;
- 1973 — Федюнинский, Иван Иванович, генерал армии, участник боёв за освобождение Эстонии от немецких оккупантов;
- 1973 — Кярбер, Кристьян Августович, строитель;
- 1974 — Валдов, Альфред Янович, рабочий, Герой Социалистического Труда;
- 1975 — Василий Вырк, полковник, участник боёв за освобождение Эстонии от немецких оккупантов, комендант Таллина (1944);
- 1978 — Репсон, Альберт Густавович, эстонский советский военный деятель, Герой Советского Союза;
- 1978 — Эрнесакс, Густав Густавович, хоровой дирижёр, композитор, педагог.
- 1980 — Касатонов, Владимир Афанасьевич, советский военачальник, адмирал флота.

После выхода Эстонии из состава СССР почётными наградами Таллина являются: знак «За заслуги перед Таллином» (эст. teenetemärk, с 1995 года), «Герб Таллина» (эст. vapimärk, с 1997 года) и «Ратушная медаль» (эст. raemedal, с 2004 года).

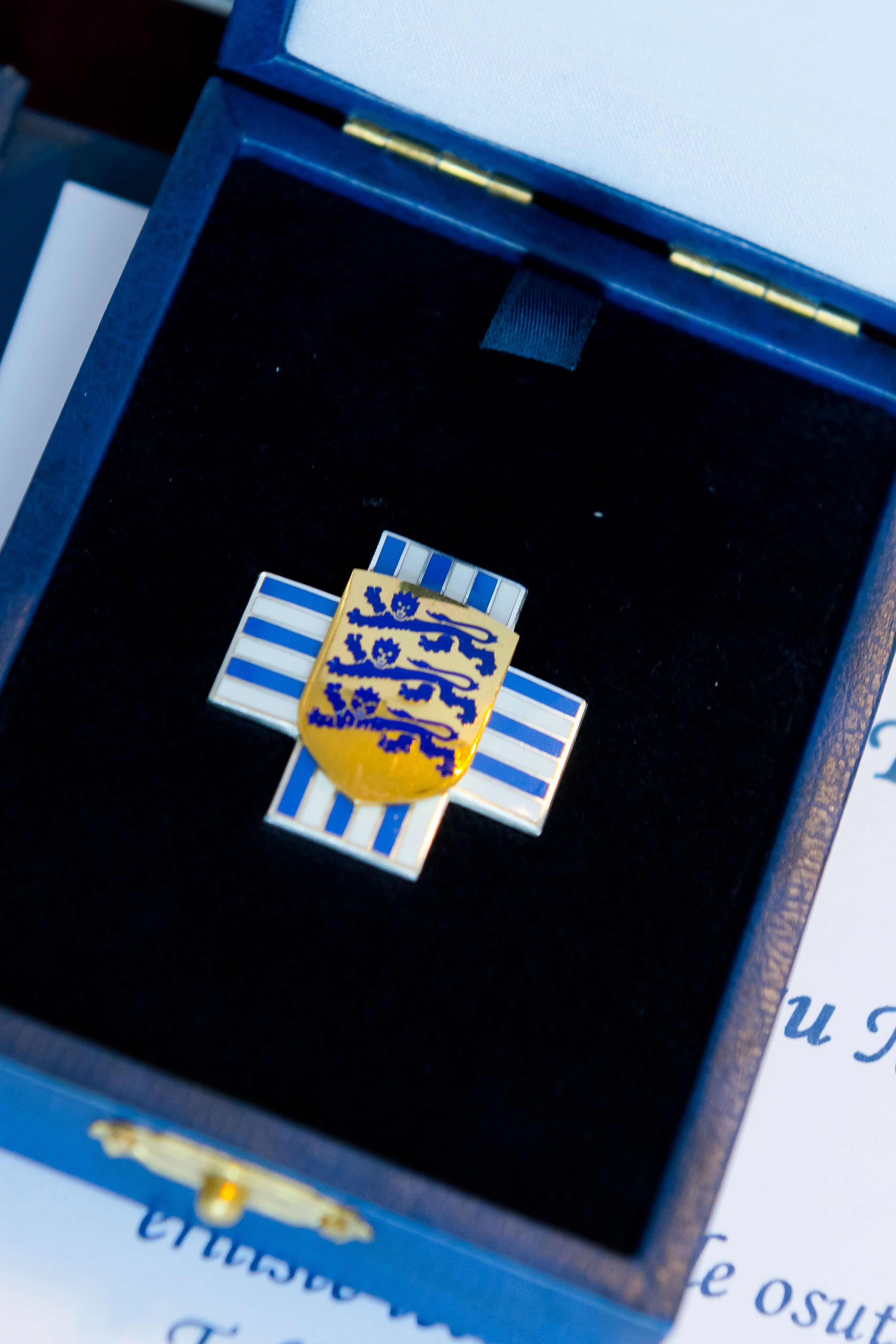
Знак «За заслуги перед Таллином»

В числе награждённых знаком «За заслуги перед Таллином», дающим звание почётного гражданина Таллина:
- 2001 — Кормашов, Николай Иванович, художник;
- 2003 — Школьников, Семён Семёнович, кинорежиссёр, кинооператор и сценарист;
- 2008 — Туровский, Алексей Маркович, зоолог, зоосемиотик;
- 2008 — Леванди, Анна, фигуристка, тренер по фигурному катанию.
- 2009 — Барабанер, Ханон Зеликович, экономист.
- 2013 — Эмбрих, Ирина, фехтовальщица;
- 2017 — Семёнов, Алексей Александрович, социолог, правозащитник;
- 2018 — Ивашкевич, Александр Георгиевич, актёр.

## Таллин в филателии
Таллин в филателии — совокупность филателистических материалов (знаков почтовой оплаты, штемпелей и прочего), посвящённых Таллину или связанных с ним.
Почтой СССР и Эстонии выпускались почтовые марки, художественные маркированные и немаркированные почтовые конверты, тематика которых была связана с Таллином. В Таллине использовались различные календарные и франкировальные спецгашения.

## Таллин в искусстве
- Городу посвятил несколько стихотворений отдыхавший в нём в 1825, 1826, 1843 и 1844 годах русский поэт князь Пётр Андреевич Вяземский.
- В Таллине 1962 года происходит действие романа «Пора, мой друг, пора…» (автор Василий Аксёнов).
- В Таллине 1970-х происходит действие сборника рассказов Сергея Довлатова «Компромисс».
- Действие музыкально-фантастической комедии «Дон Жуан в Таллине» разворачивается в этом городе.
- Действие мобильной игры Girls Frontline Shattered Connexion происходит в Таллине «будущего».

Виды старого Таллина, сохранившего средневековый колорит и непривычный для Советского Союза западный облик, неизменно привлекали советских кинорежиссёров. Улицы и исторические здания города стали декорациями для многих советских фильмов, в большинстве которых столица Эстонии изображала города других стран. Так, в фильме «Легенда о Тиле» он выступает в роли одного из городов Фландрии, в фильмах «Капитан Фракасс» и «Корона Российской империи, или Снова неуловимые» — Парижа, в «Семнадцати мгновениях весны» — Берлина и Берна, в фильме «Визит к Минотавру» — Кремоны и так далее. В телефильме «Вариант „Омега“» Таллин стал одновременно и местом съёмок, и местом действия, поскольку сюжет фильма в основном базируется на событиях, происходящих в оккупированном во время войны городе. Также в Таллине проходили съёмки некоторых сцен фильмов «Автомобиль, скрипка и собака Клякса», «Гонка века» и «Выше Радуги».

## Комментарии
1. ↑  Данные Департамента статистики отличаются от данных Регистра народонаселения в связи с различиями в методиках расчёта.
2. ↑  Эстонские топонимы, оканчивающиеся на -а, в русском языке не склоняются[127], а род получают по родовому слову, например, деревне присваивается женский род, хотя в эстонском языке нет категории рода.

## Путеводители
- Томберг Т. Е. Таллин. Эстонская ССР. — Таллин: Периодика, 1981. — 112 с.
- Clare Thomson. Tallinn (Footprint Pocket Guides) (англ.). — Footprint Publishing, 2004. — 256 p. — ISBN 1904777775.
- Neil Taylor. Tallinn (англ.). — Bradt City Guide, 2006. — 200 p. — ISBN 1841620963.
- Дайел Скотт, Сепп Рийна. Таллин. Путеводители Томаса Кука / Переводчик: Савельев К. — Гранд-Фаир, 2014. — 192 с. — ISBN 9785818318592.
- Роман С. Таллин. Путеводитель. — 2014. — 160 с. — (Berlitz). — ISBN 9785818319223.
- Ольга Чередниченко. Таллин. Путеводитель. — Эксмо, БОМБОРА, 2018. — 128 с. — (Красный гид). — ISBN 9785699967117.
- Иван Смагин, Алексей Клубкин. Таллин. Путеводитель от Geo360. — Екатеринбург: Издательские решения, 2020. — 96 с. — ISBN 9785449804372.